# Biserica de lemn din Sat-Șugatag

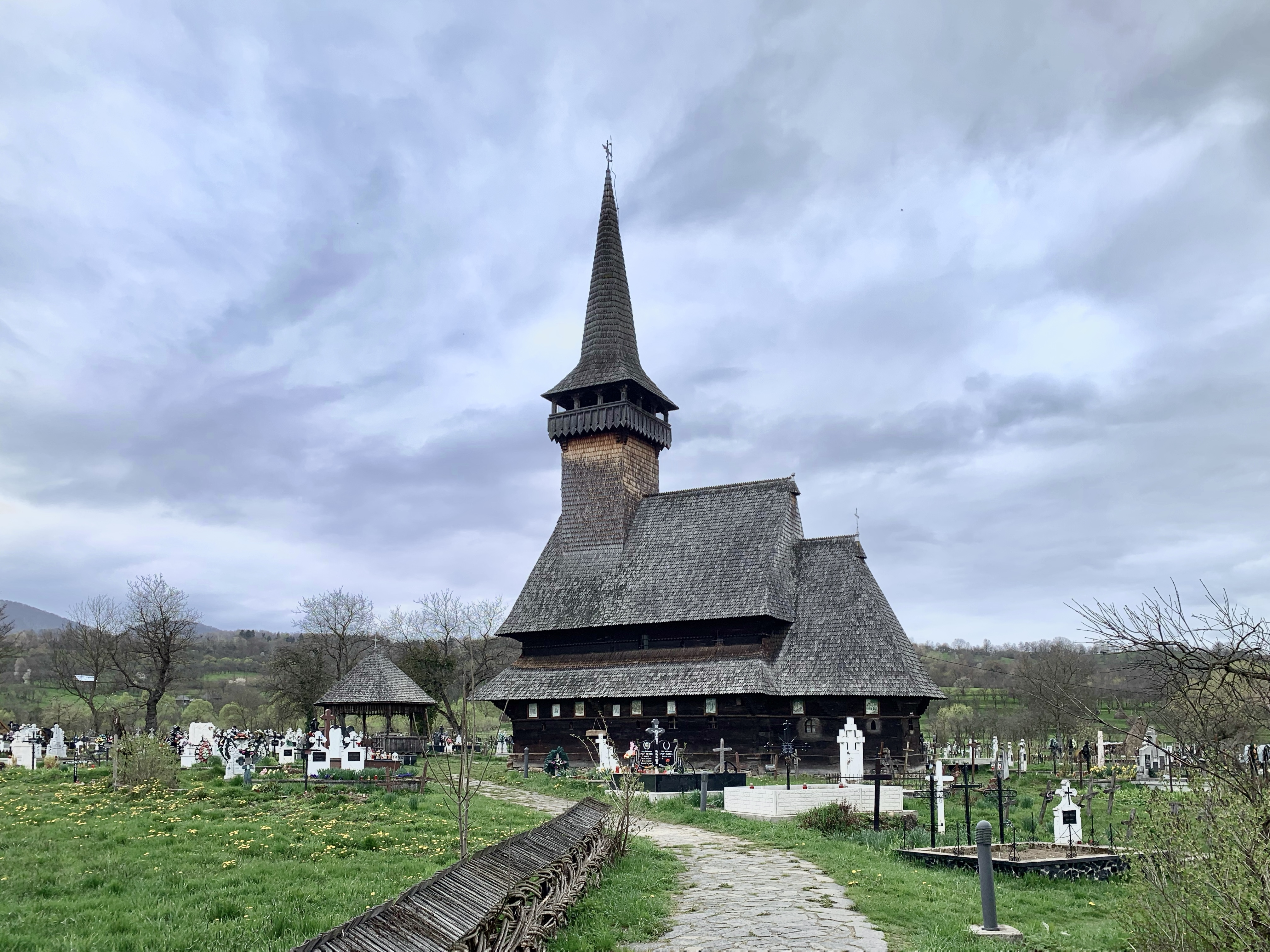
Biserica de lemn din Sat Şugatag, judeţul Maramureş, 2023

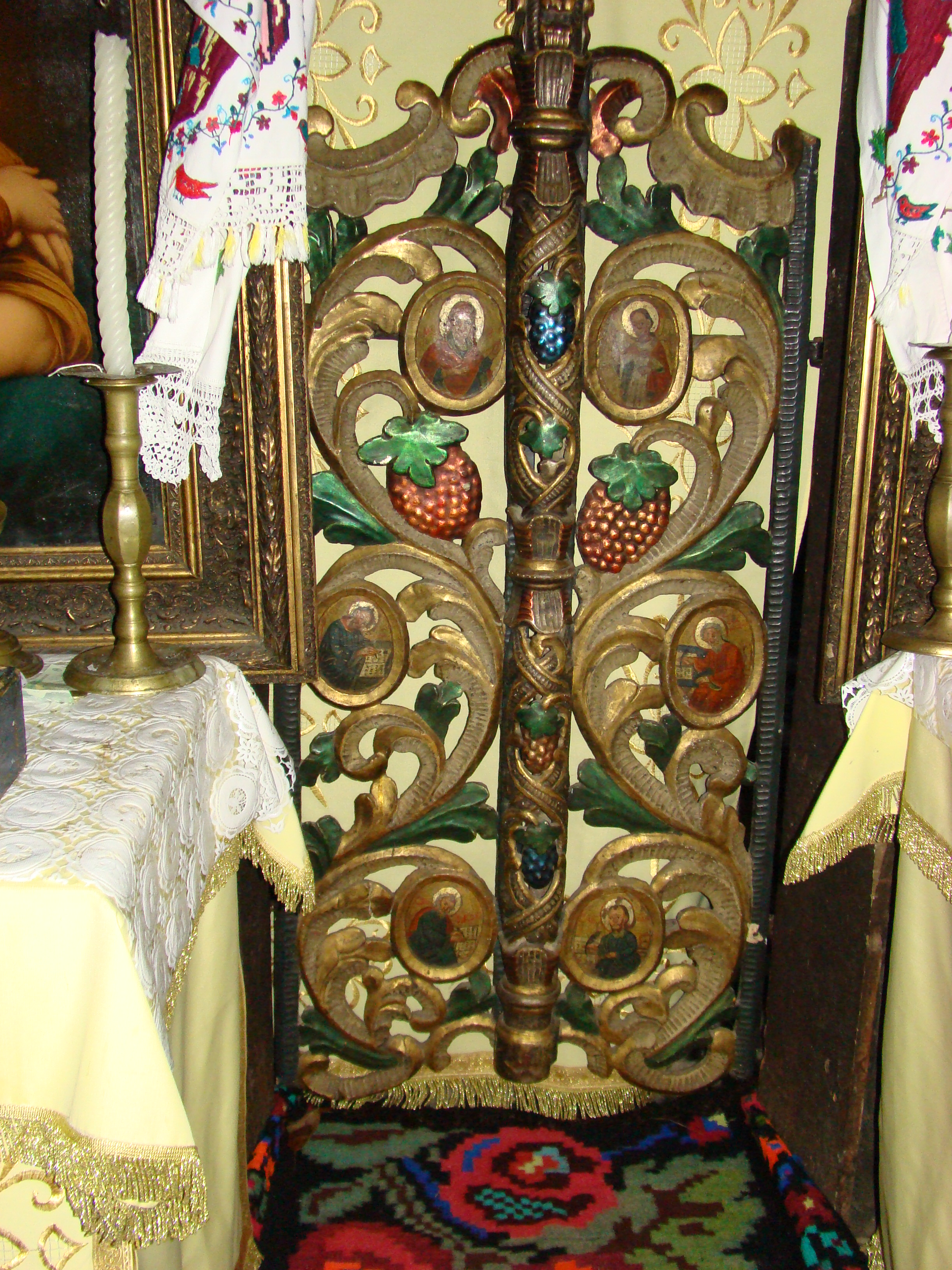

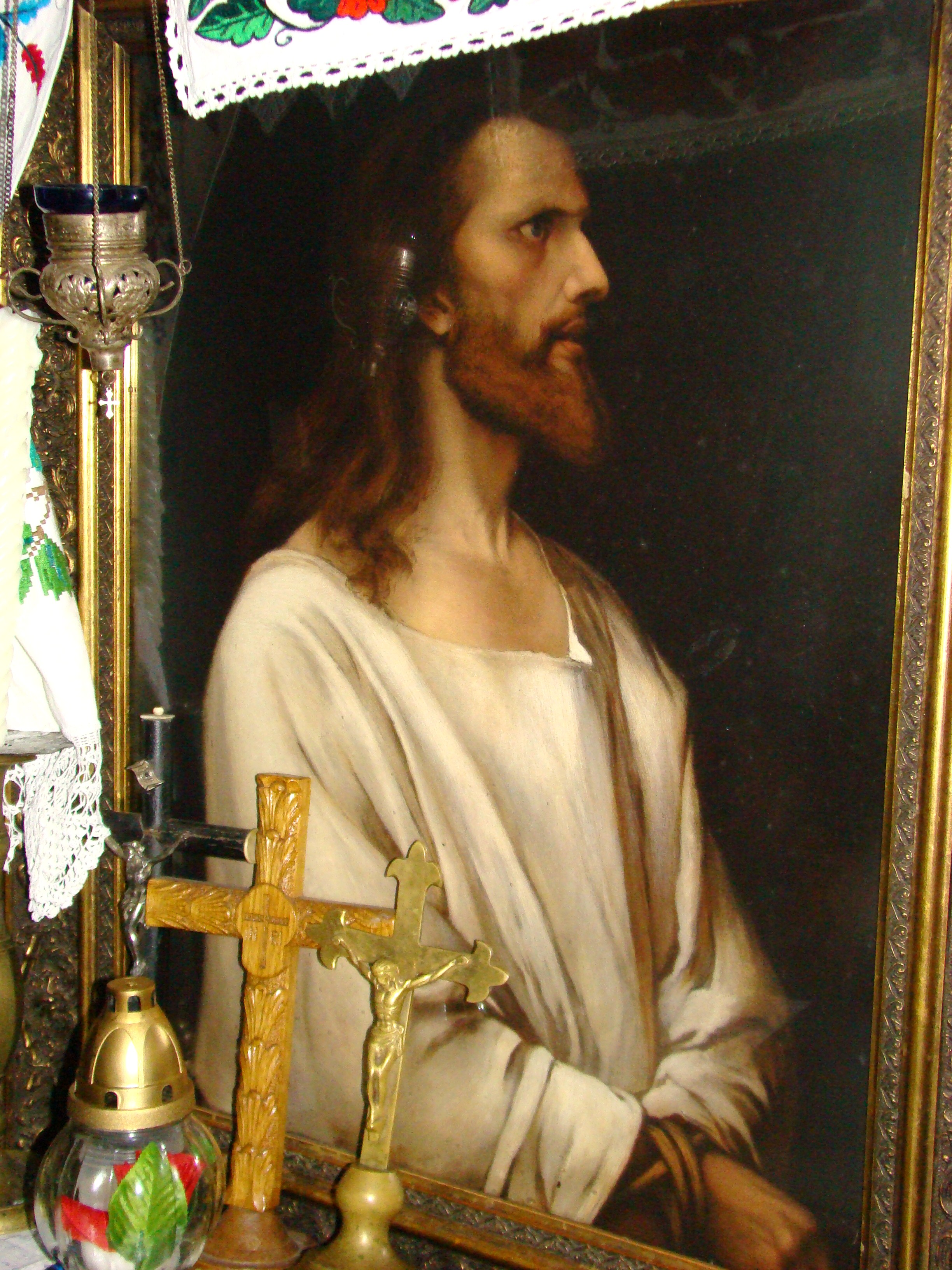

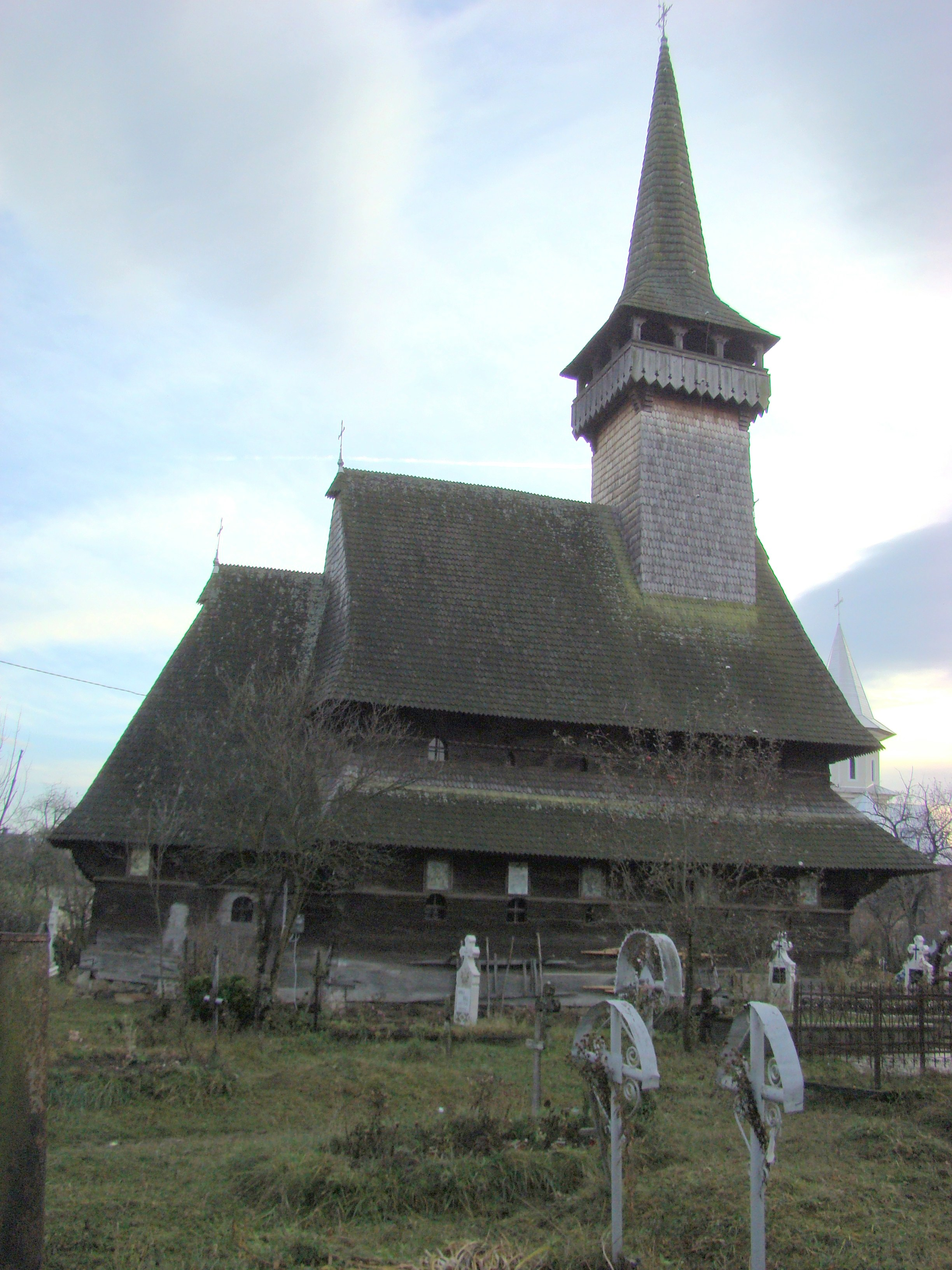
Biserica de lemn „Cuvioasa Paraschiva” din Sat Șugatag, comuna Ocna Șugatag, județul Maramureș, foto: noiembrie 2009.

Biserica de lemn din Sat Șugatag, comuna Ocna Șugatag, județul Maramureș, datează din anul 1642. Are hramul „Cuvioasa Paraschiva”. Biserica se află pe noua listă a monumentelor istorice sub codul LMI:  MM-II-m-A-04627.

## Istoric și trăsături
Sat-Șugatag este o veche așezare a Maramureșului istoric, pe valea Marei, atestată documentar pentru prima oară printr-un act din martie 1360, fiind întărită proprietatea lui Dragoș din Giulești alături de alte cinci „villas nostras olachales” de către autoritatea regală maghiară. Biserica de lemn cu hramul „Cuvioasa Paraschiva” a fost construită în anul 1642, din lemn de stejar, pe temelia unei alte vechi biserici. Ea a fost pictată mult mai târziu, probabil în anul 1753, an însemnat în pronaos de popa Ioan. Monumentul se încadrează în tipologia bisericilor de lemn maramureșene, prezentând elementele sale caracteristice: streașina dublă în dreptul naosului și pronaosului, turnul cu foișorul scos în afara profilului de bază și cu un coif prelungit în opt ape. Motivul torsadei „funia răsucită” ce încinge mijlocul pereților bisericii la exterior, îl regăsim și la ancadramentul ușii, decor specific construcțiilor din lemn ce poate fi regăsit în mod frecvent și în alte genuri practicate în creația populară a lemnului. Se poate stabili o apropiere între profilul cadrelor de lemn ale ușilor de la aceste biserici și profilul cadrelor din piatră de origine gotică. Proporțiile generale ale ansamblului, verticalitatea impusă de silueta turnului, constituie, alături de elementele enumerate mai sus, tot atâtea argumente ale specificității estetice ce individualizează civilizația lemnului din Maramureș. Interiorul are ancadramentul ușii naosului bogat decorat, iar iconostasul se distinge prin ușile sale deosebite. Fragmente ale picturii interioare parietale se păstrează fragmentar în naos, respectiv în altar (sfinții părinți). Dintre icoanele păstrate se pot menționa cea a hramului „Cuvioasa Paraschiva”, realizată, semnată și datată de zugravul Gheorghe Vișovan în anul 1785 și cea a Sfântului Nicolae. Între anii 1969-1970 monumentul a fost reparat prin grija Direcției monumentelor istorice, iar în anul 1994 a fost reacoperit cu draniță de stejar, de către o echipă de meșteri locali.

## Imagini din interior

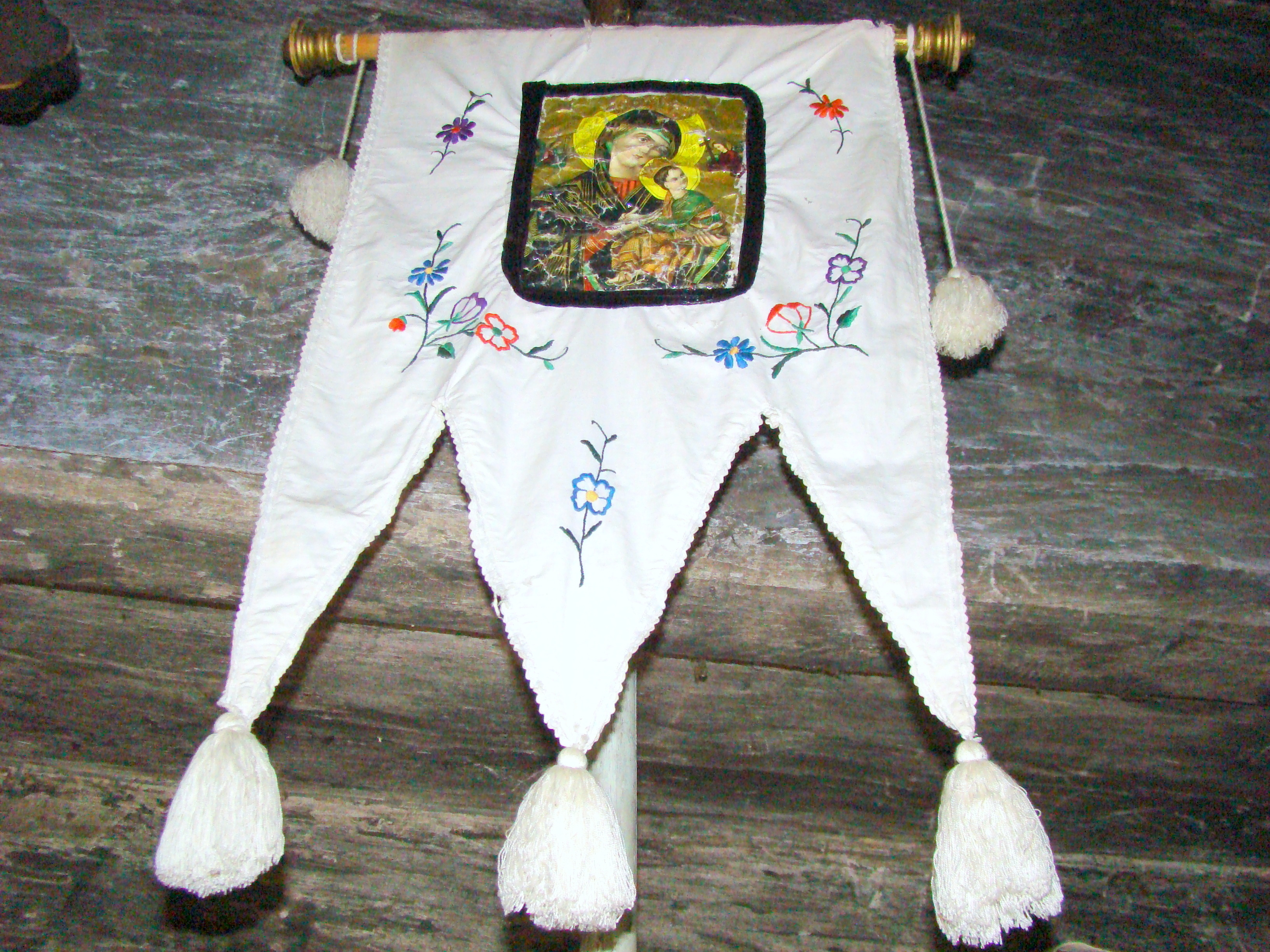
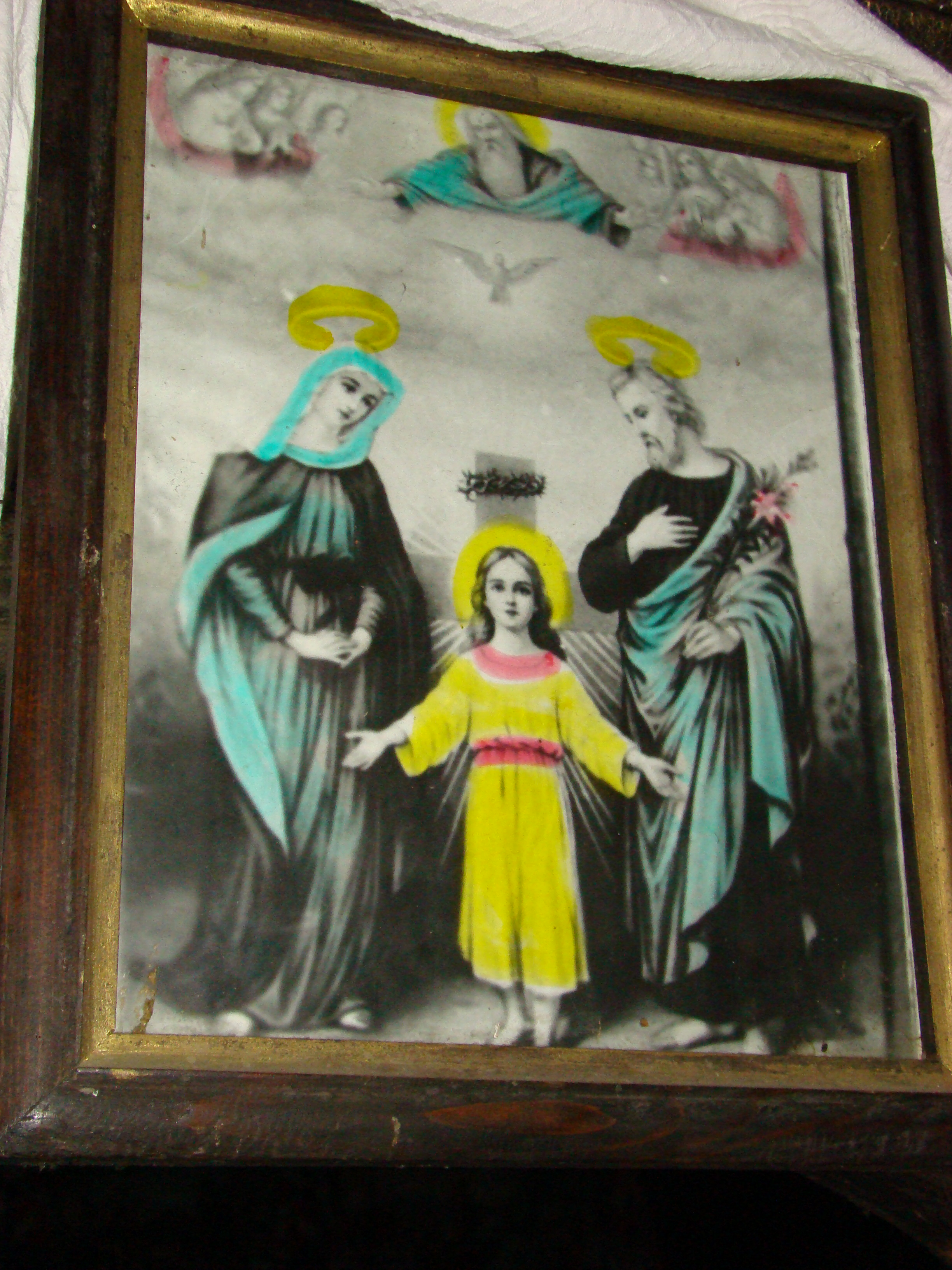
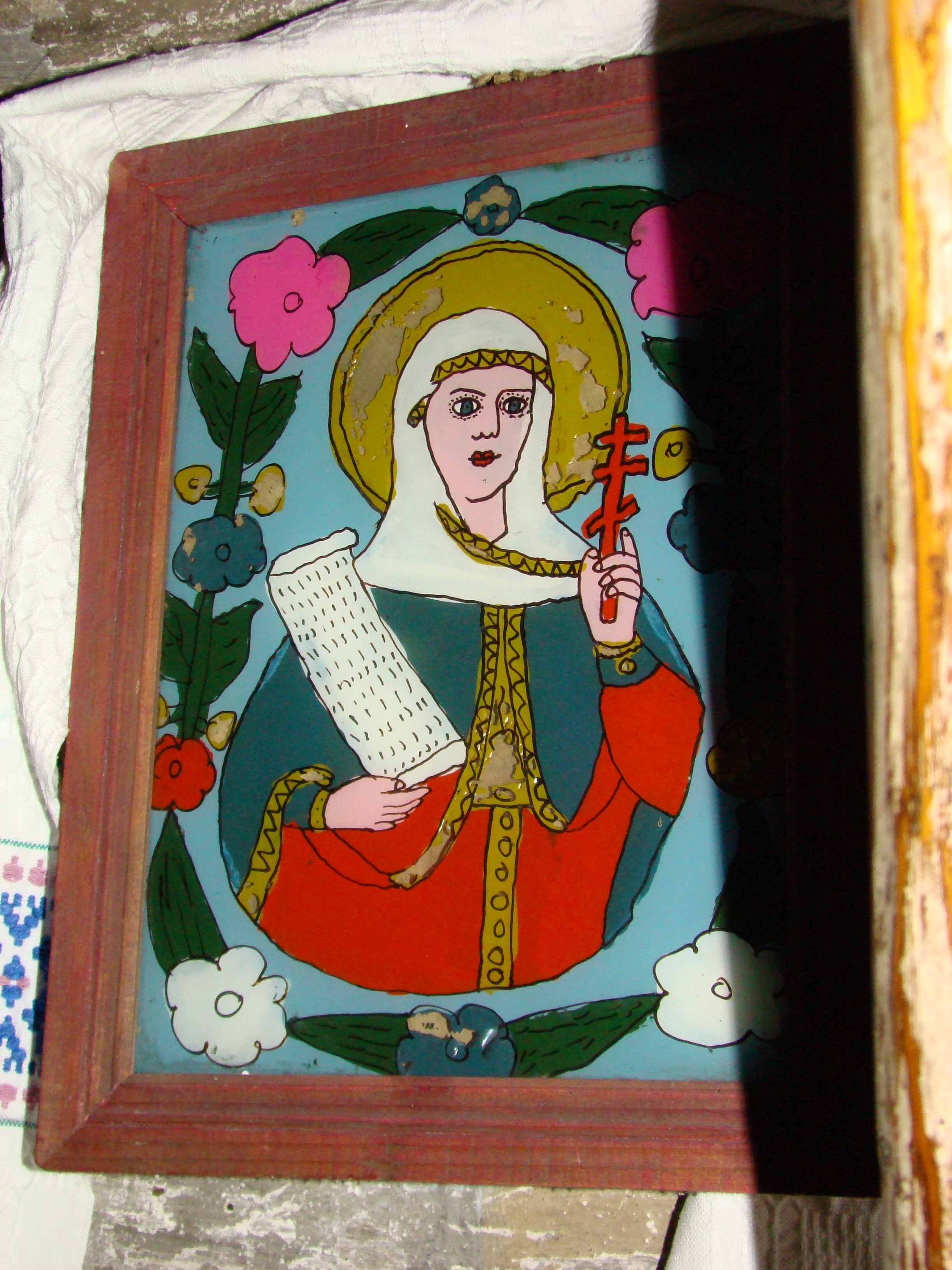
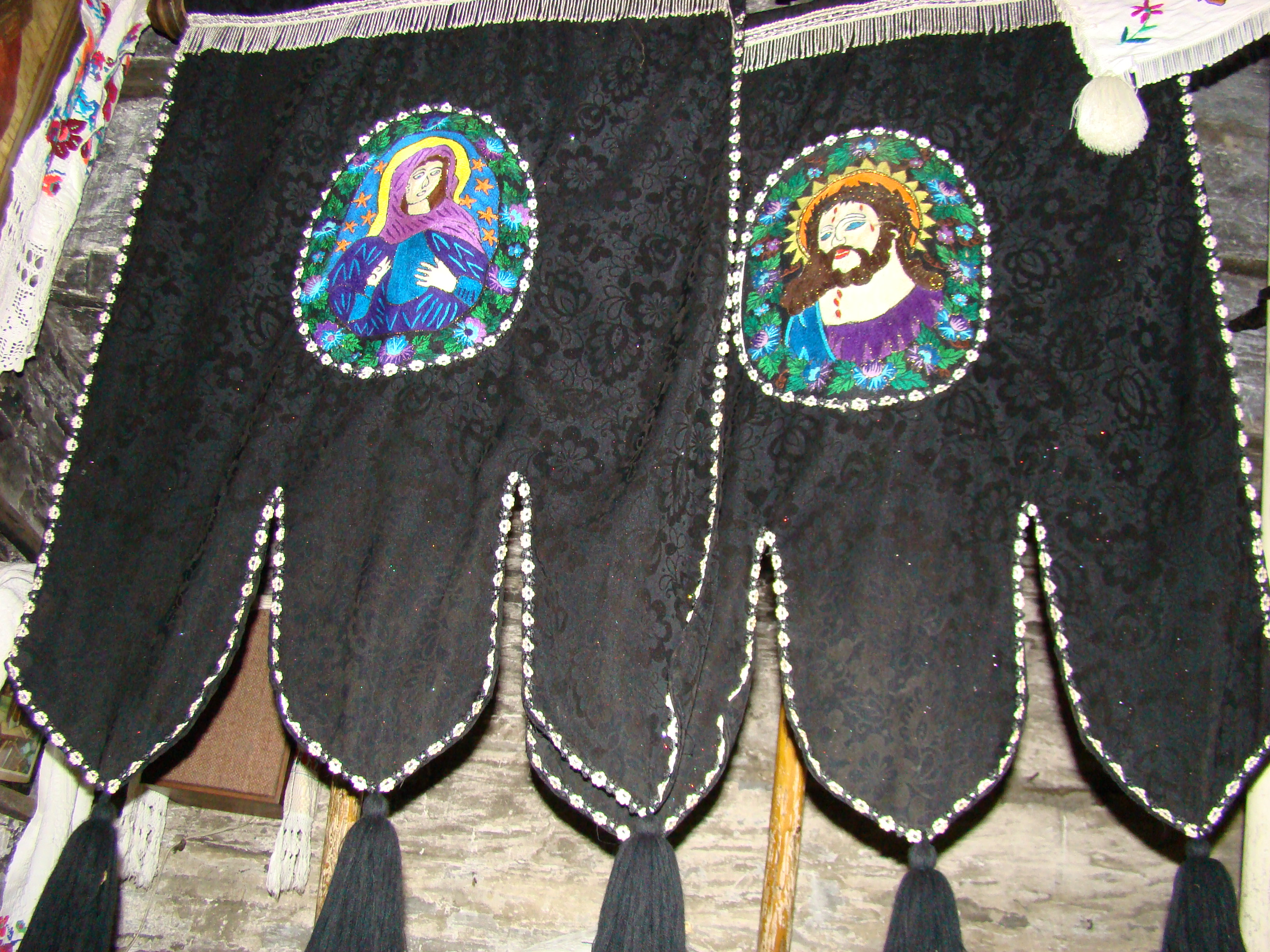
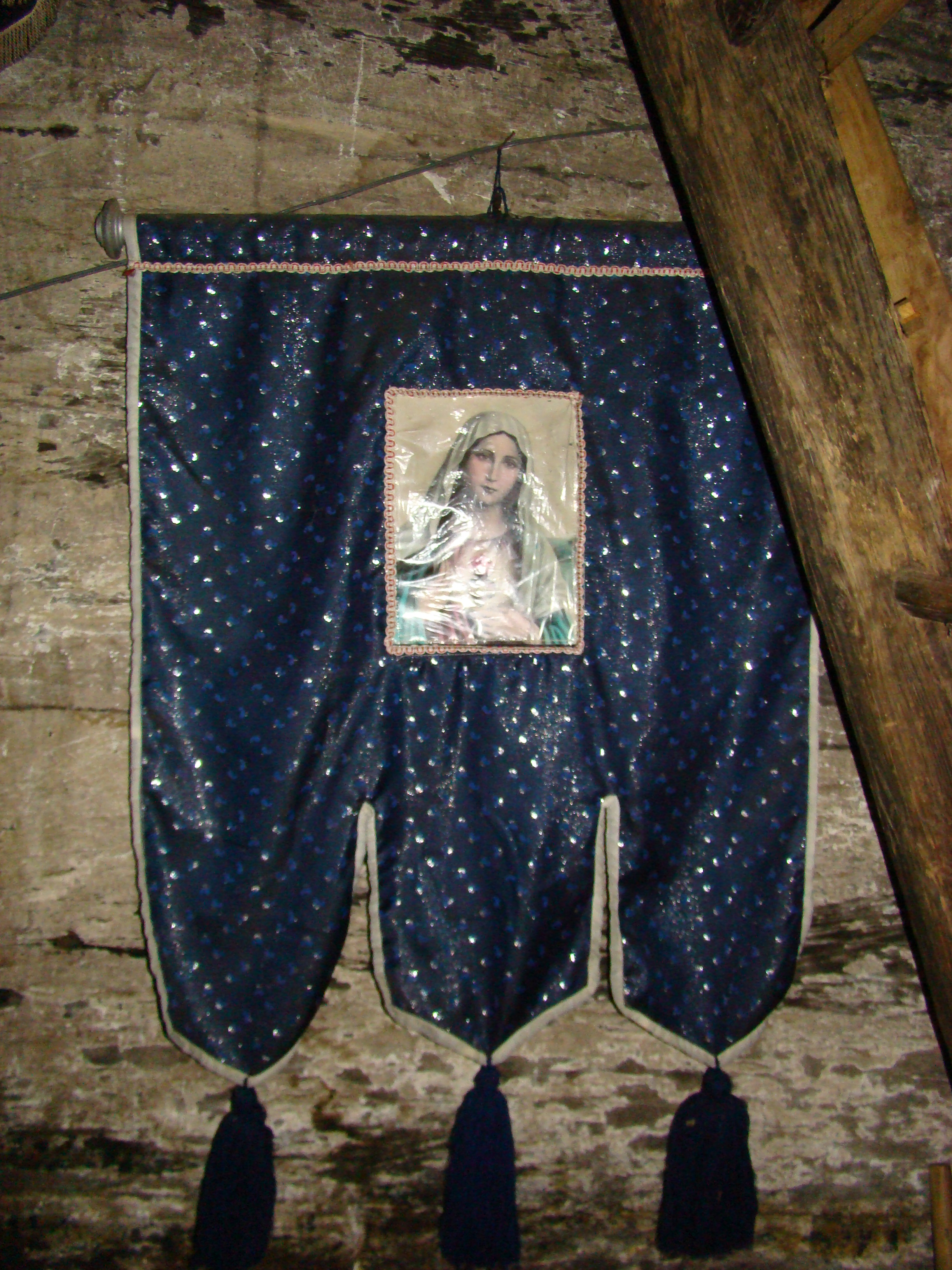
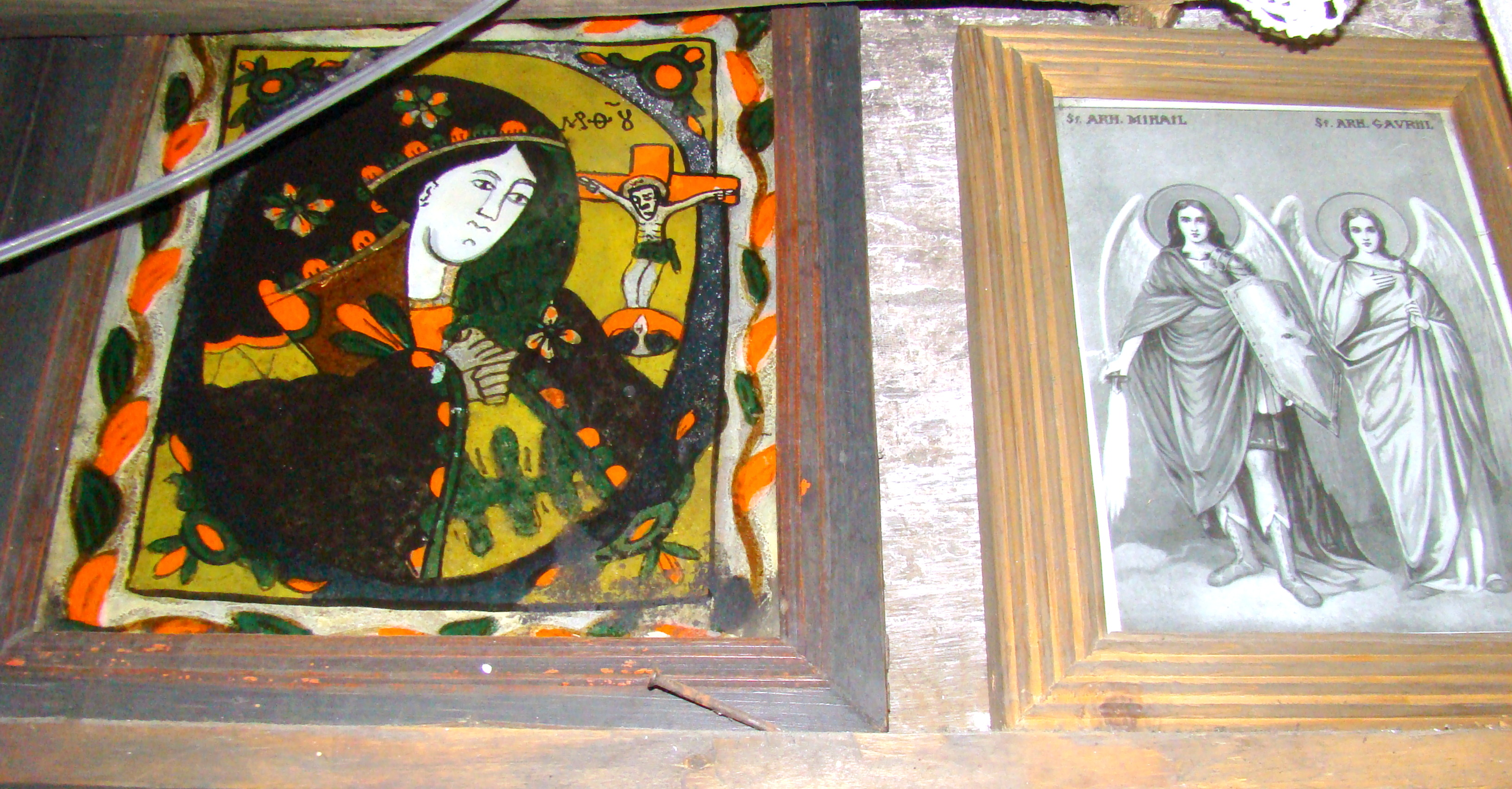
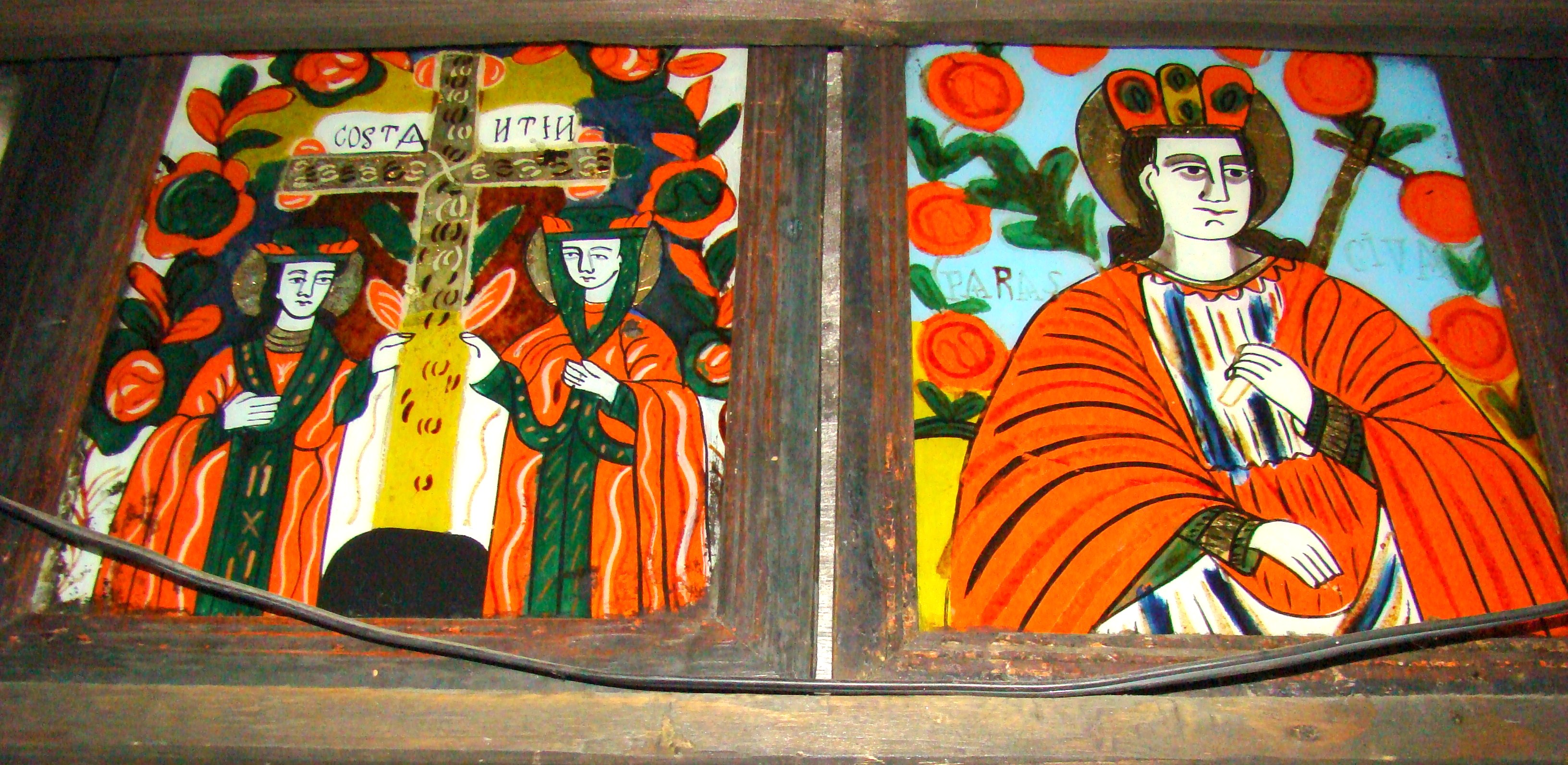
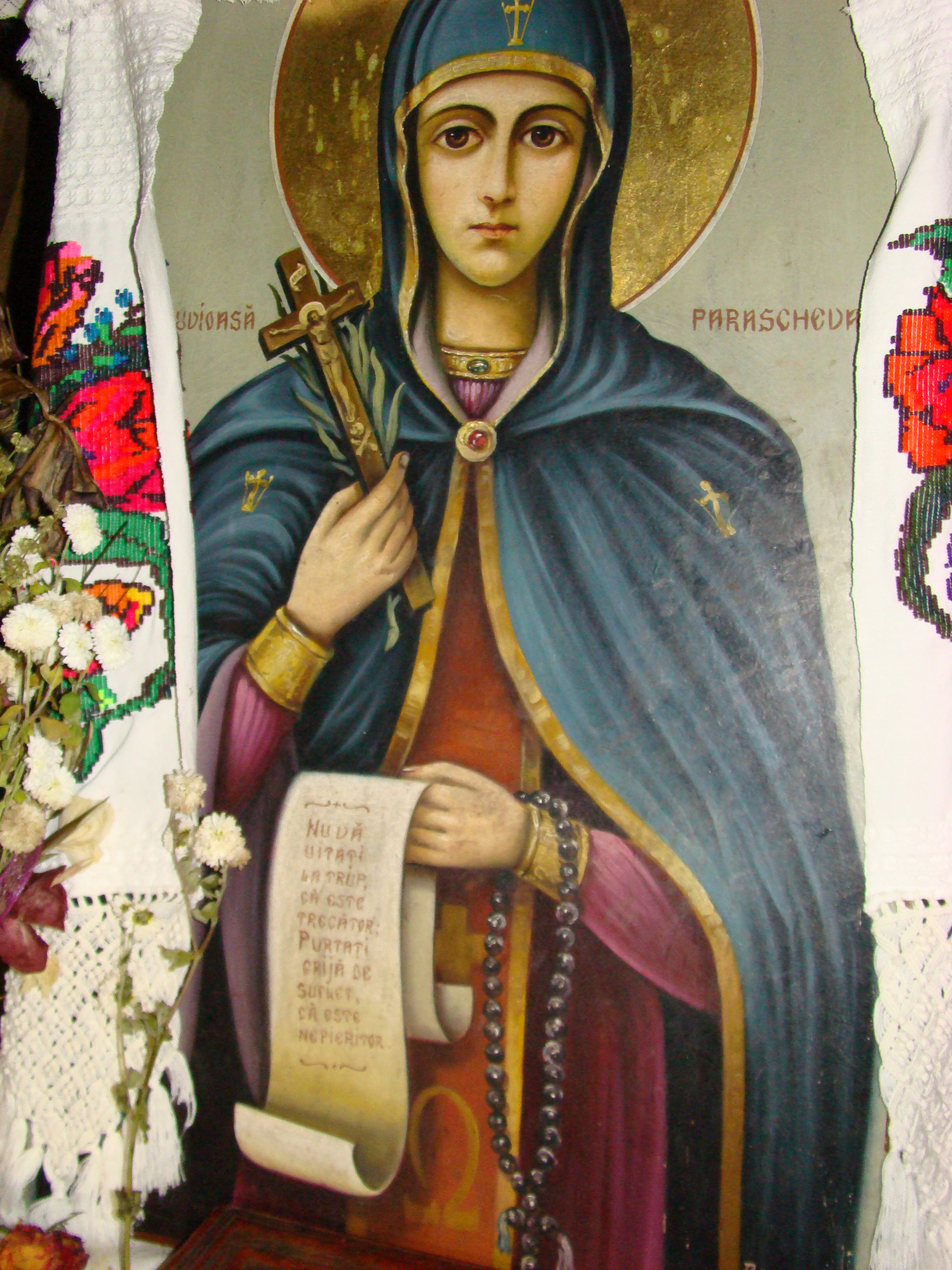
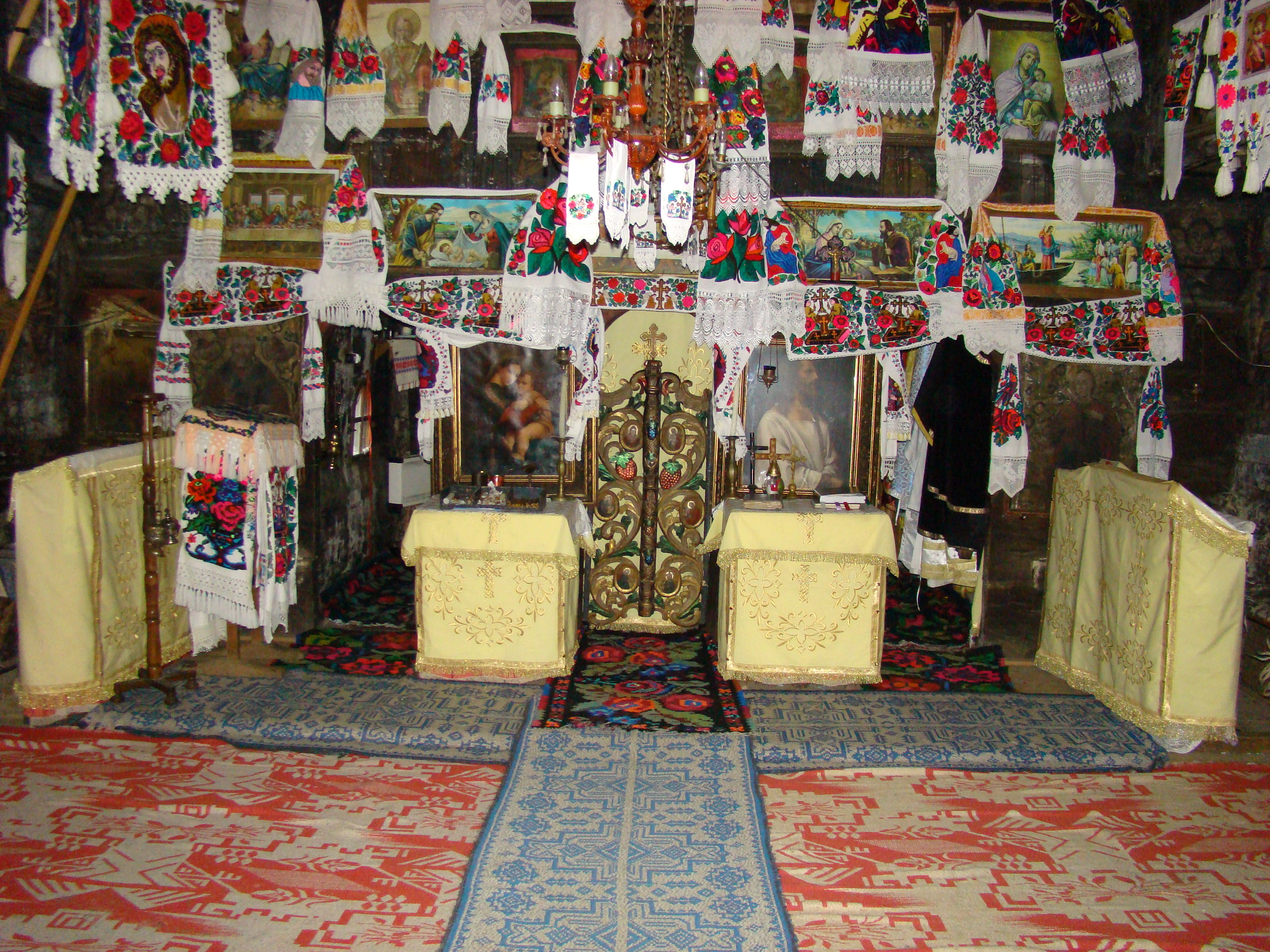
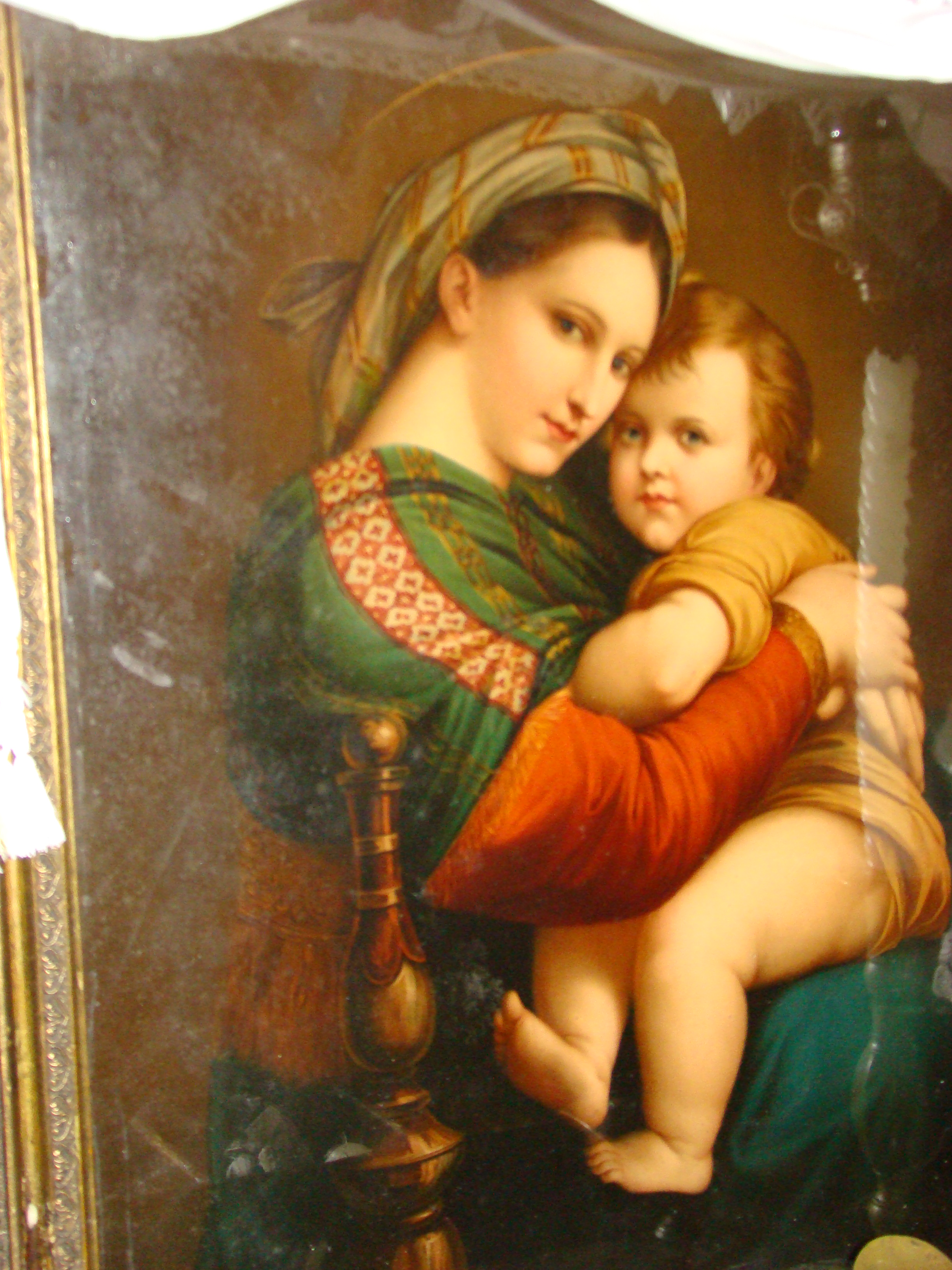
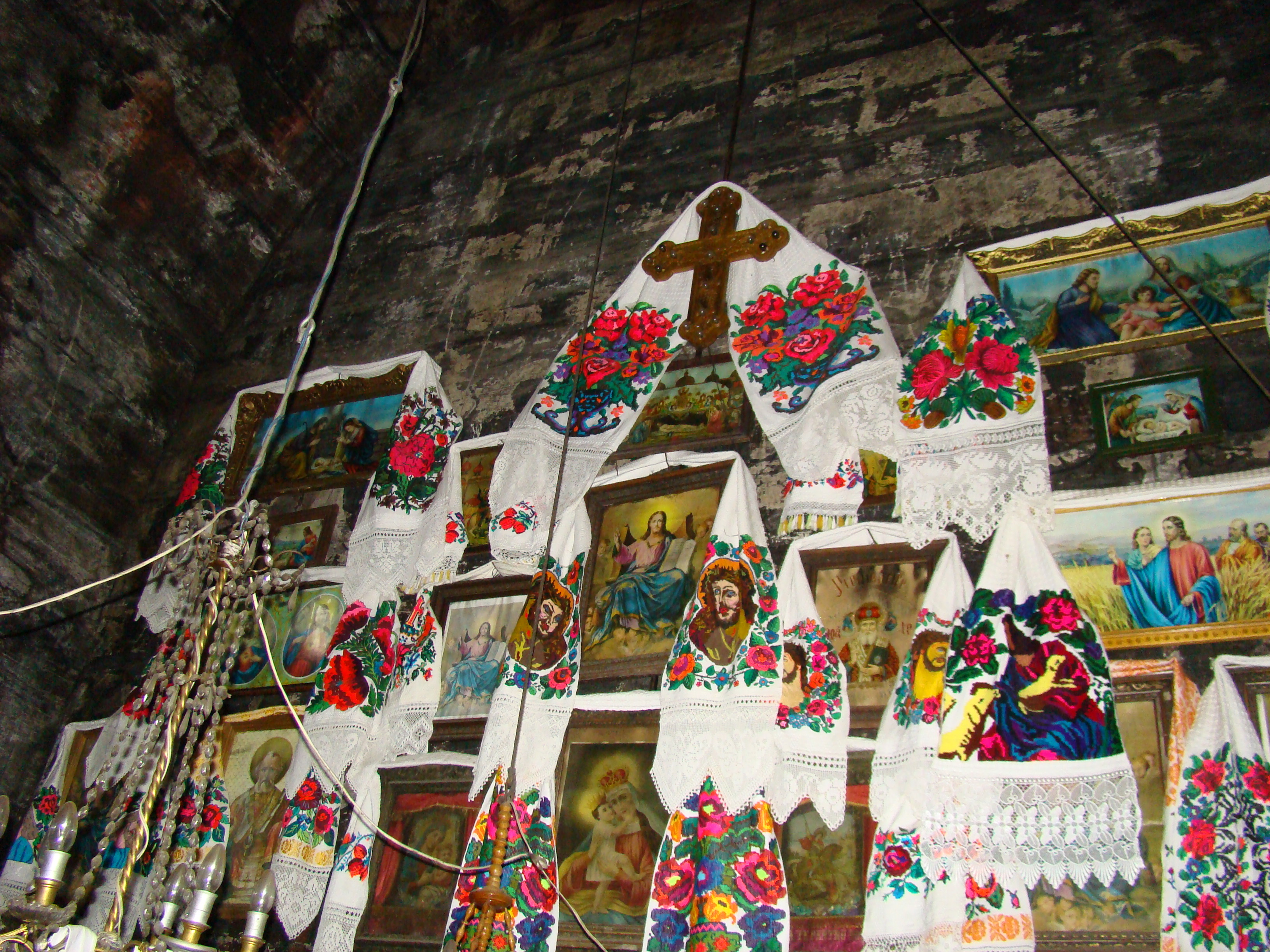
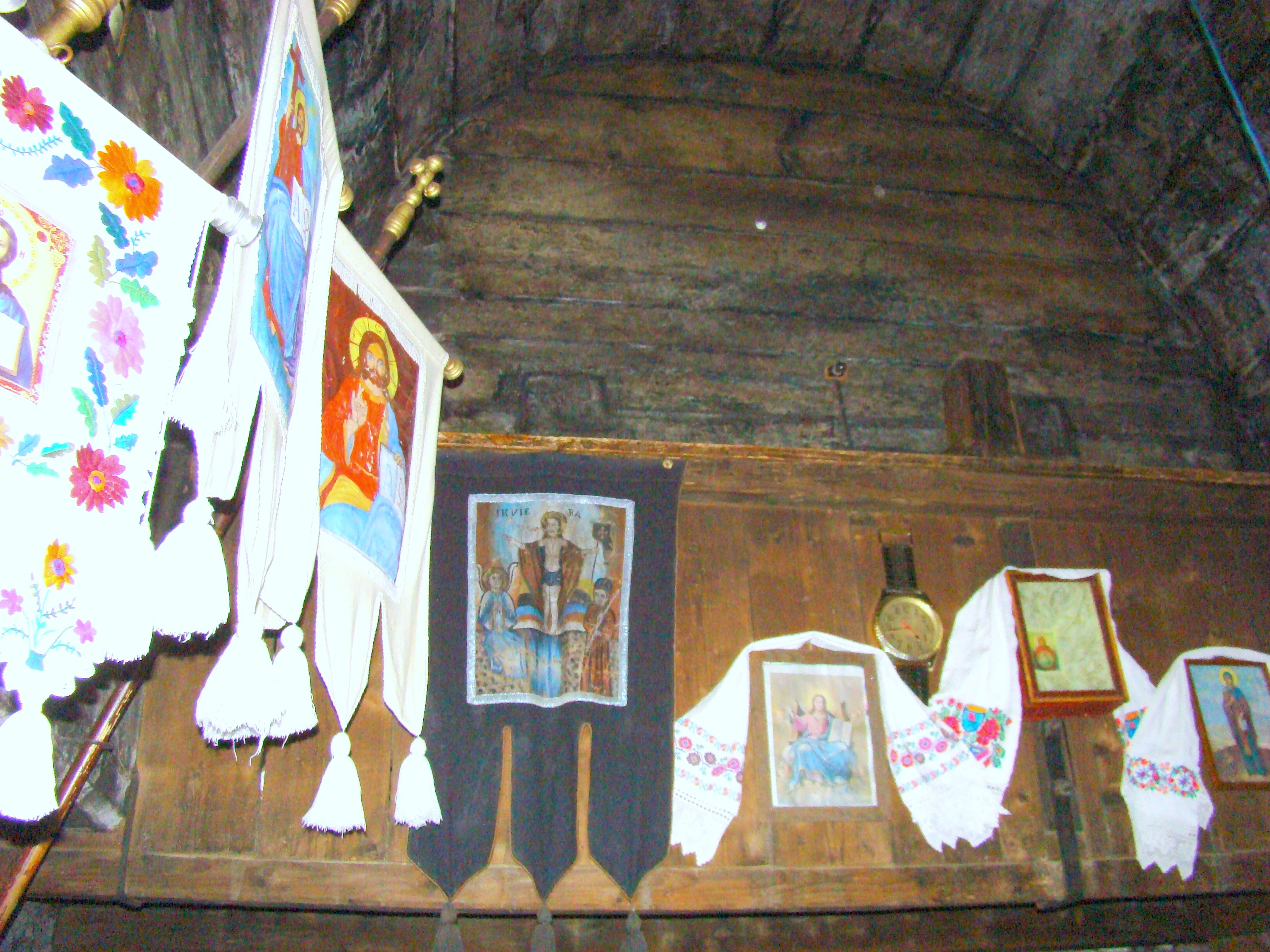
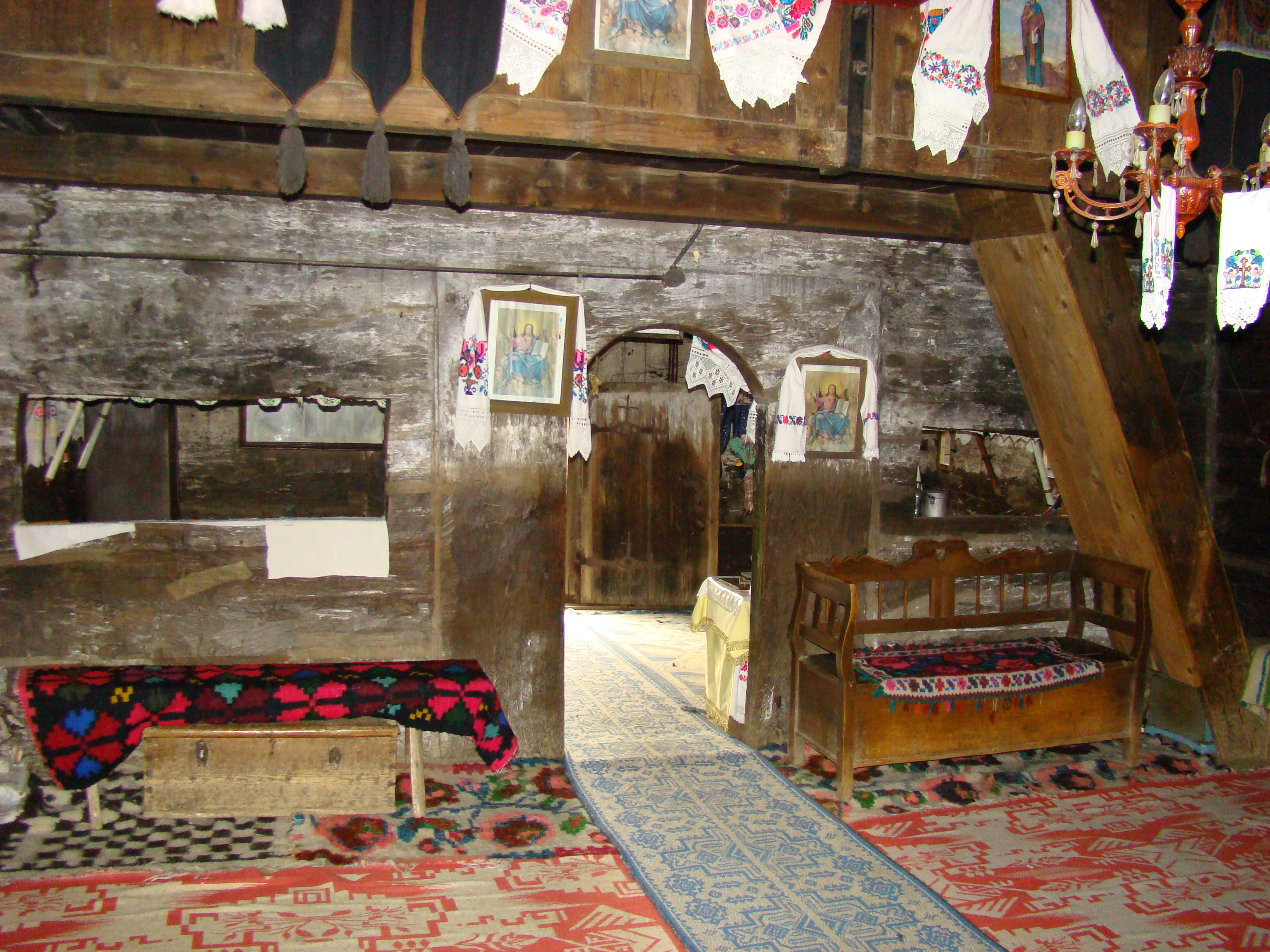
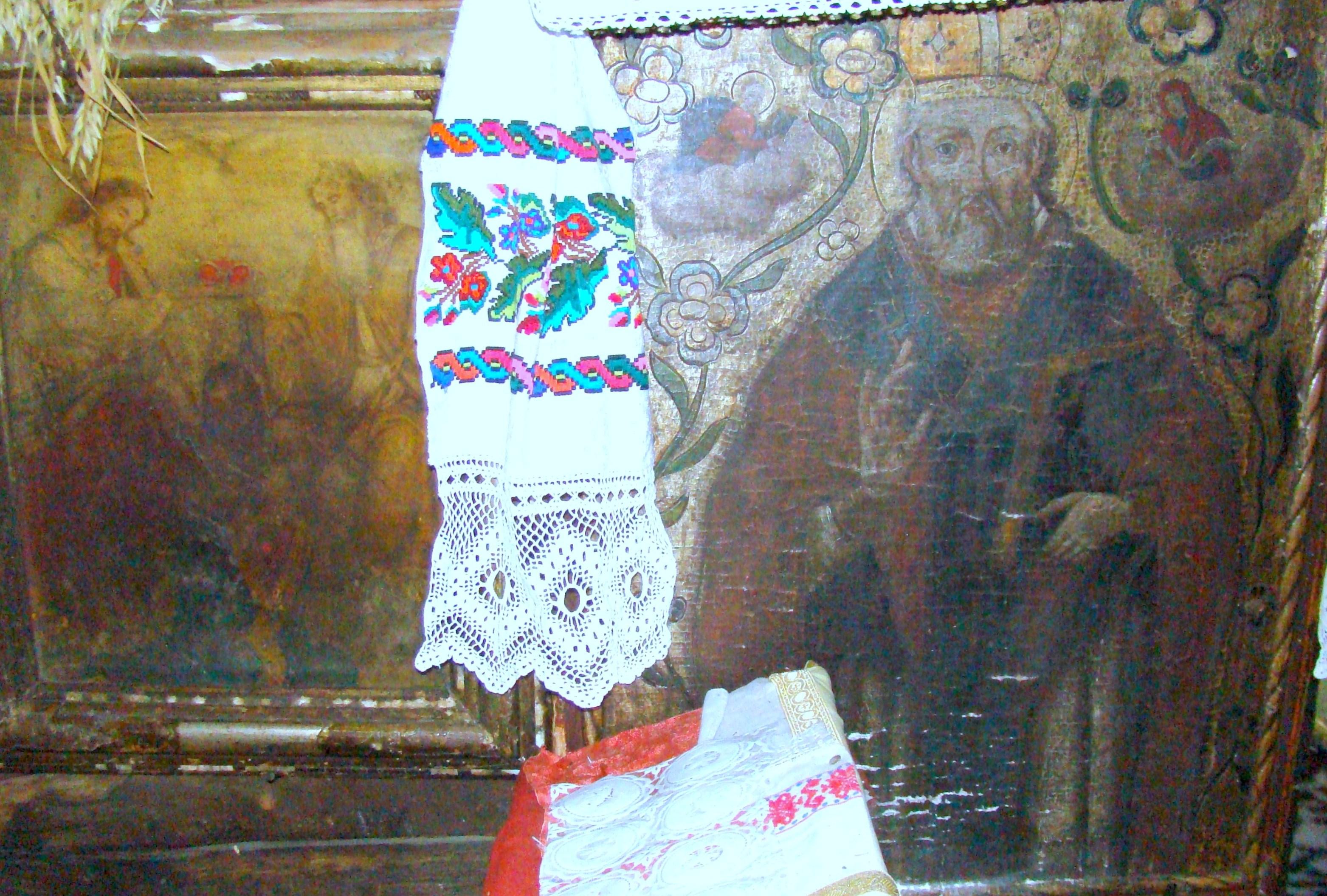
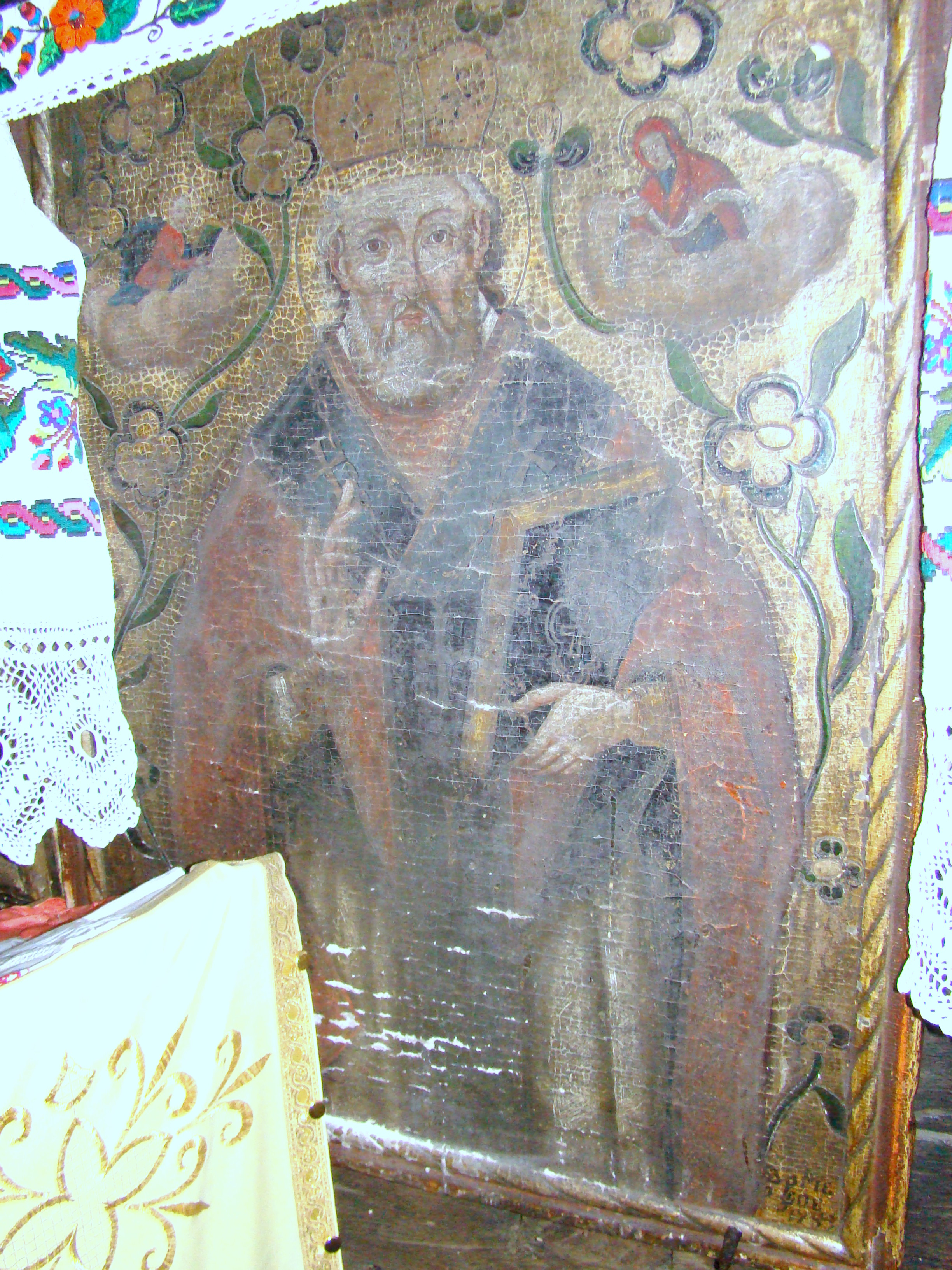
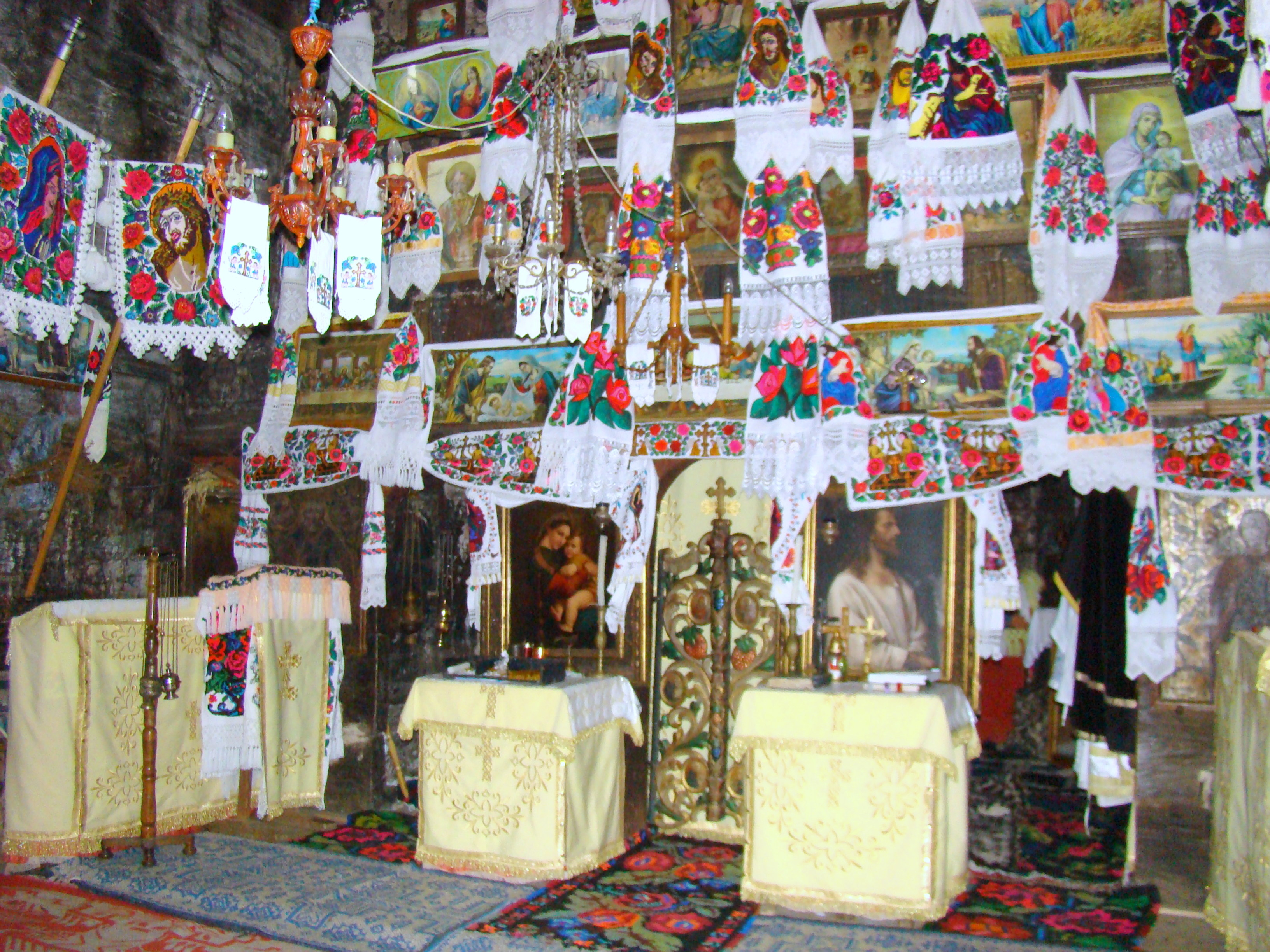
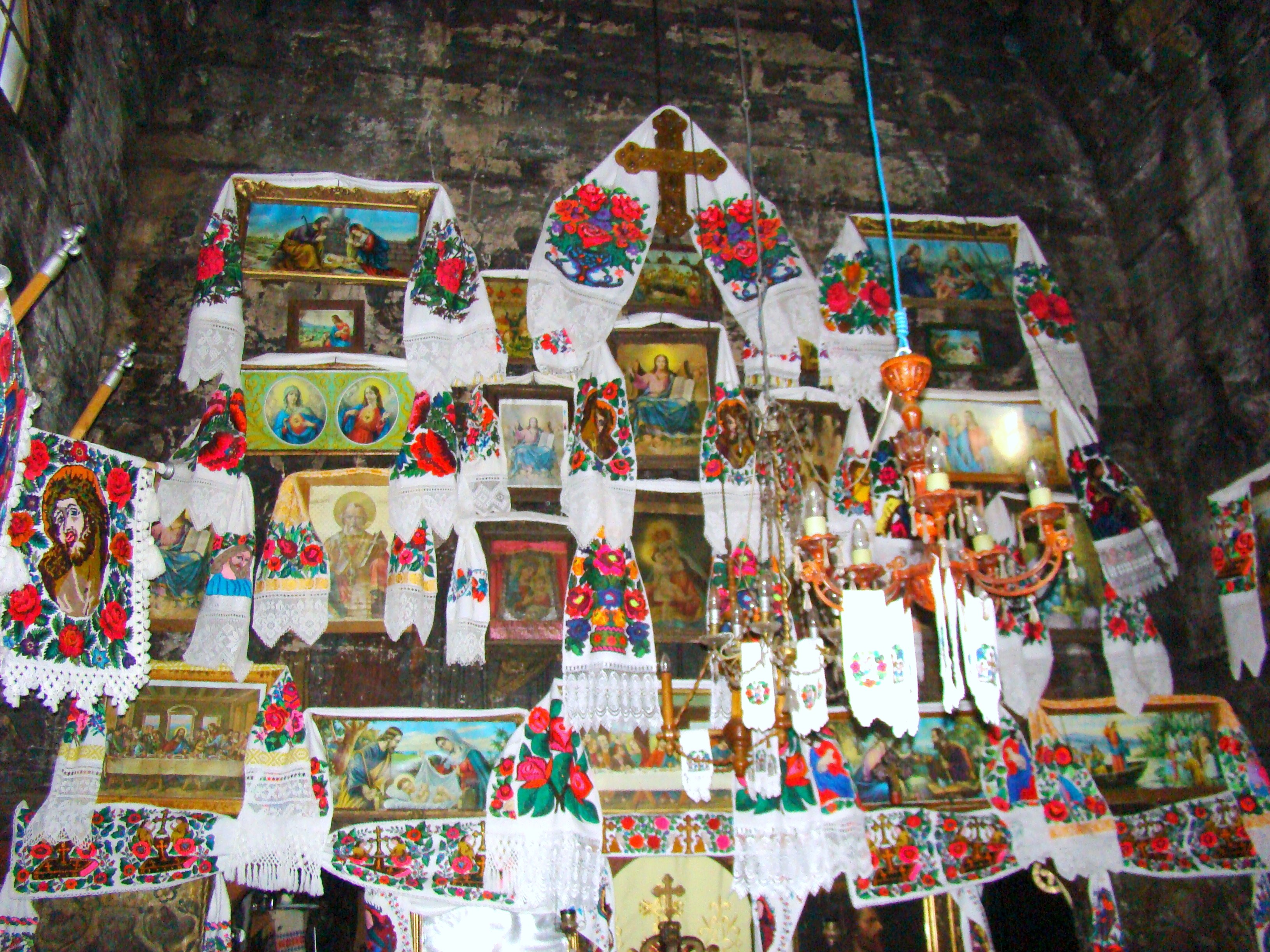
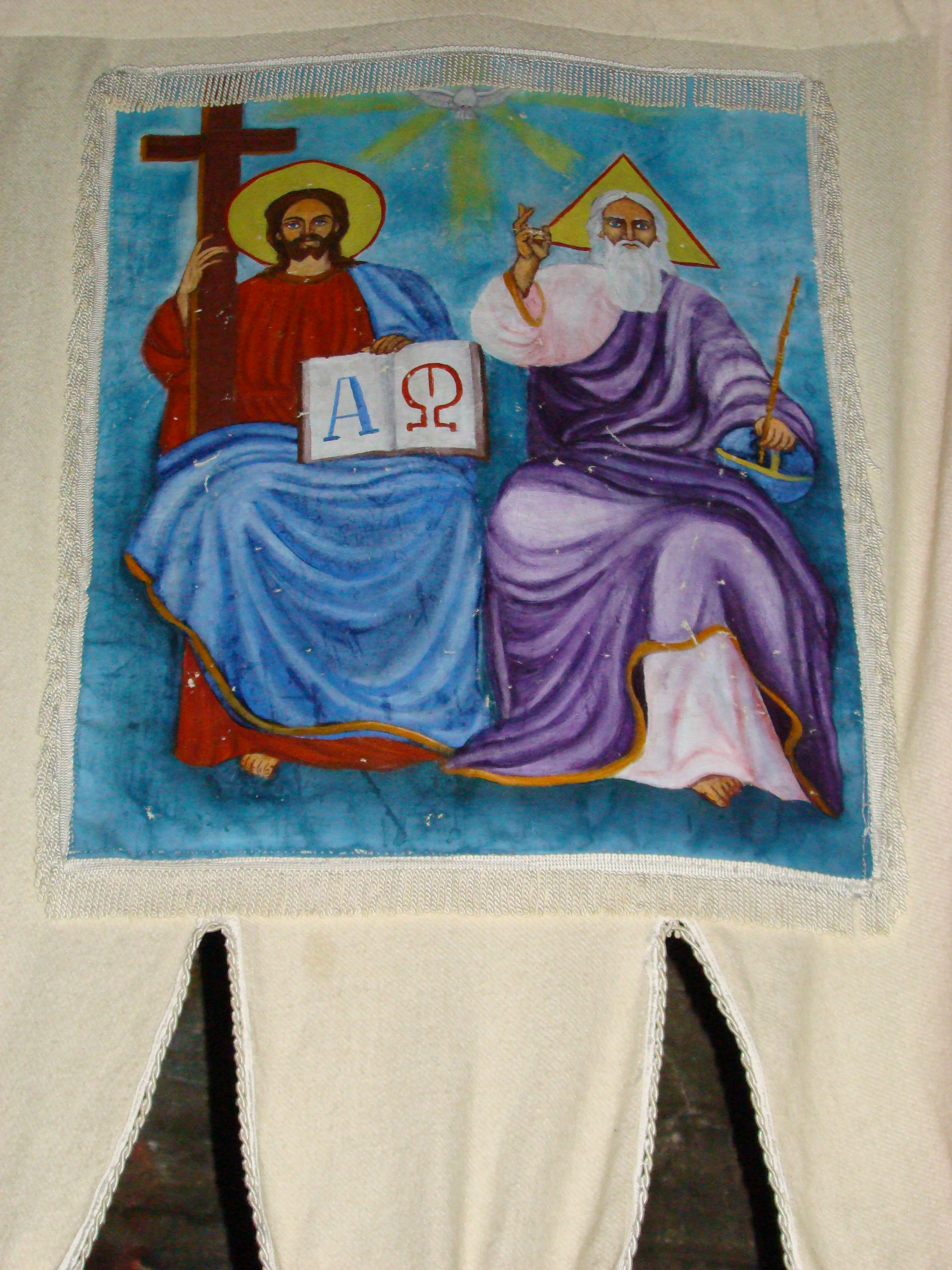
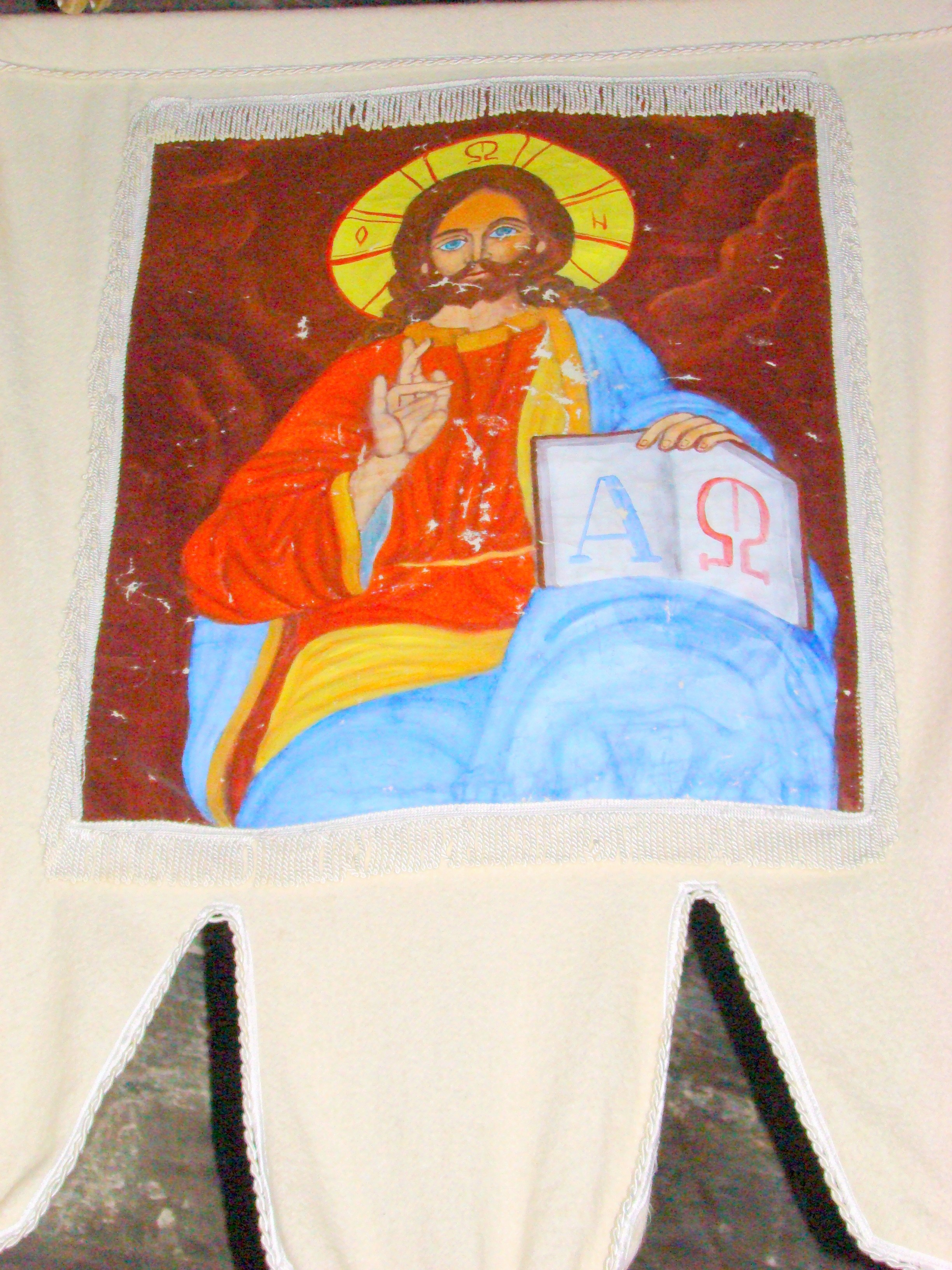
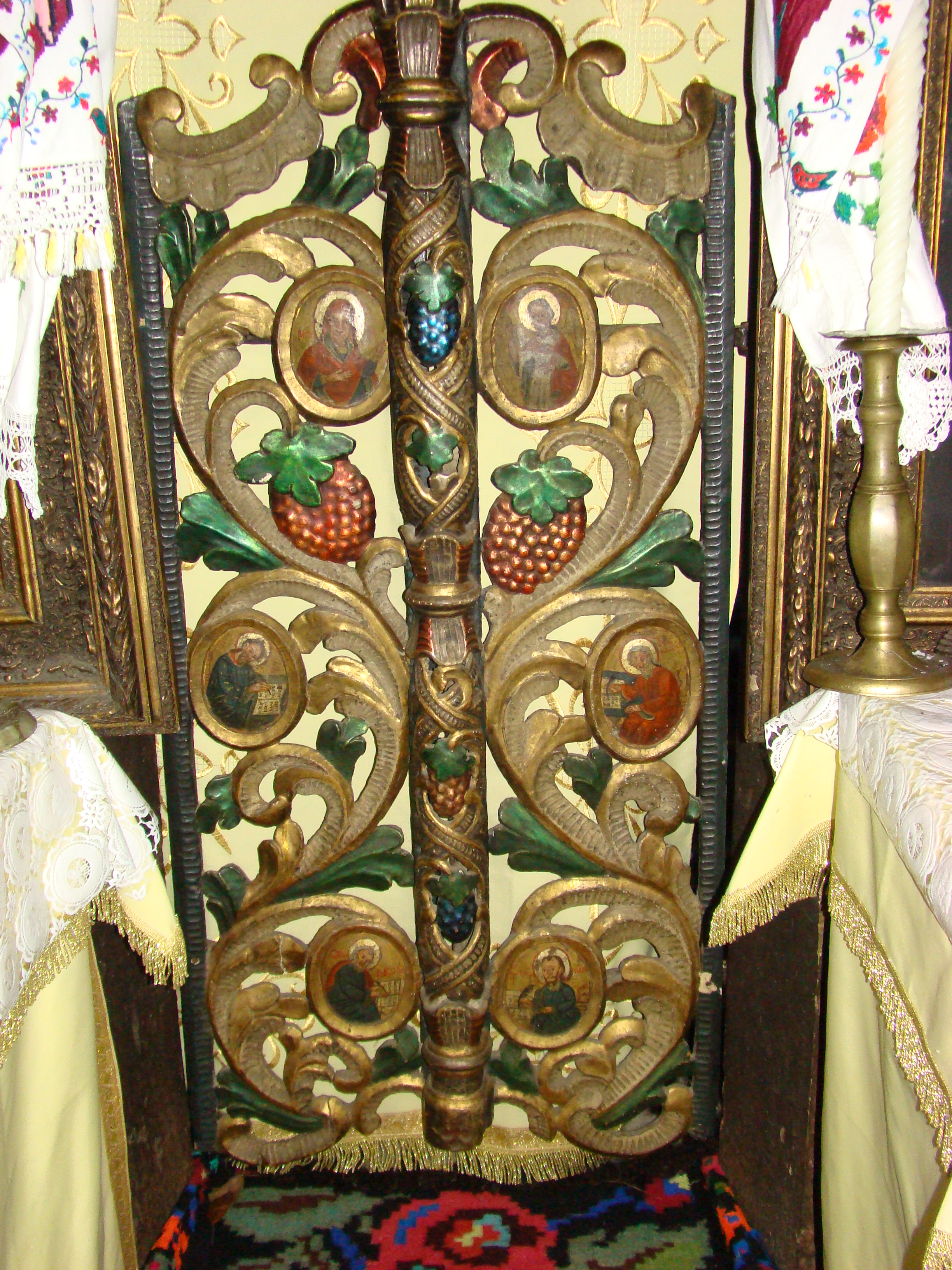
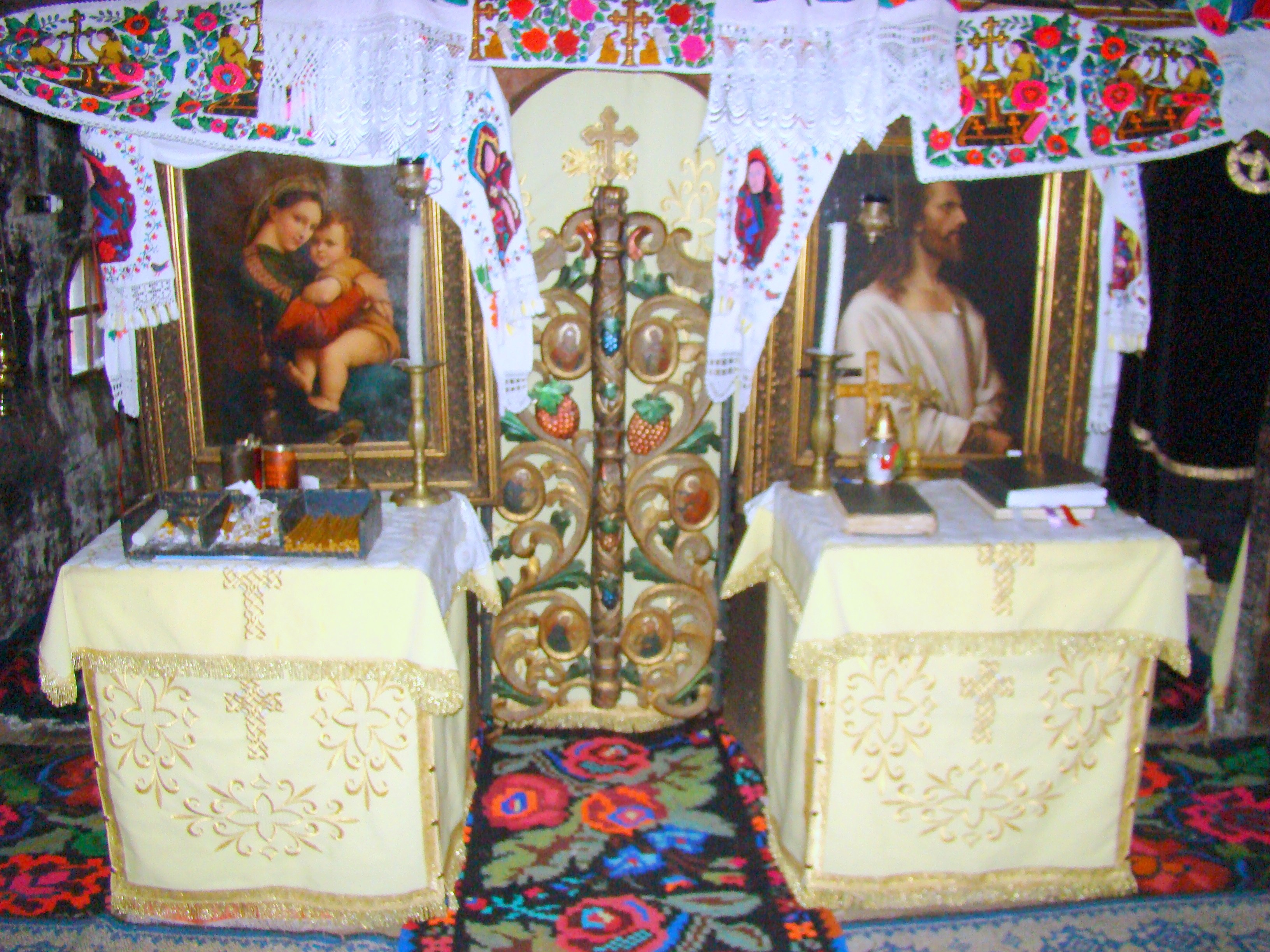
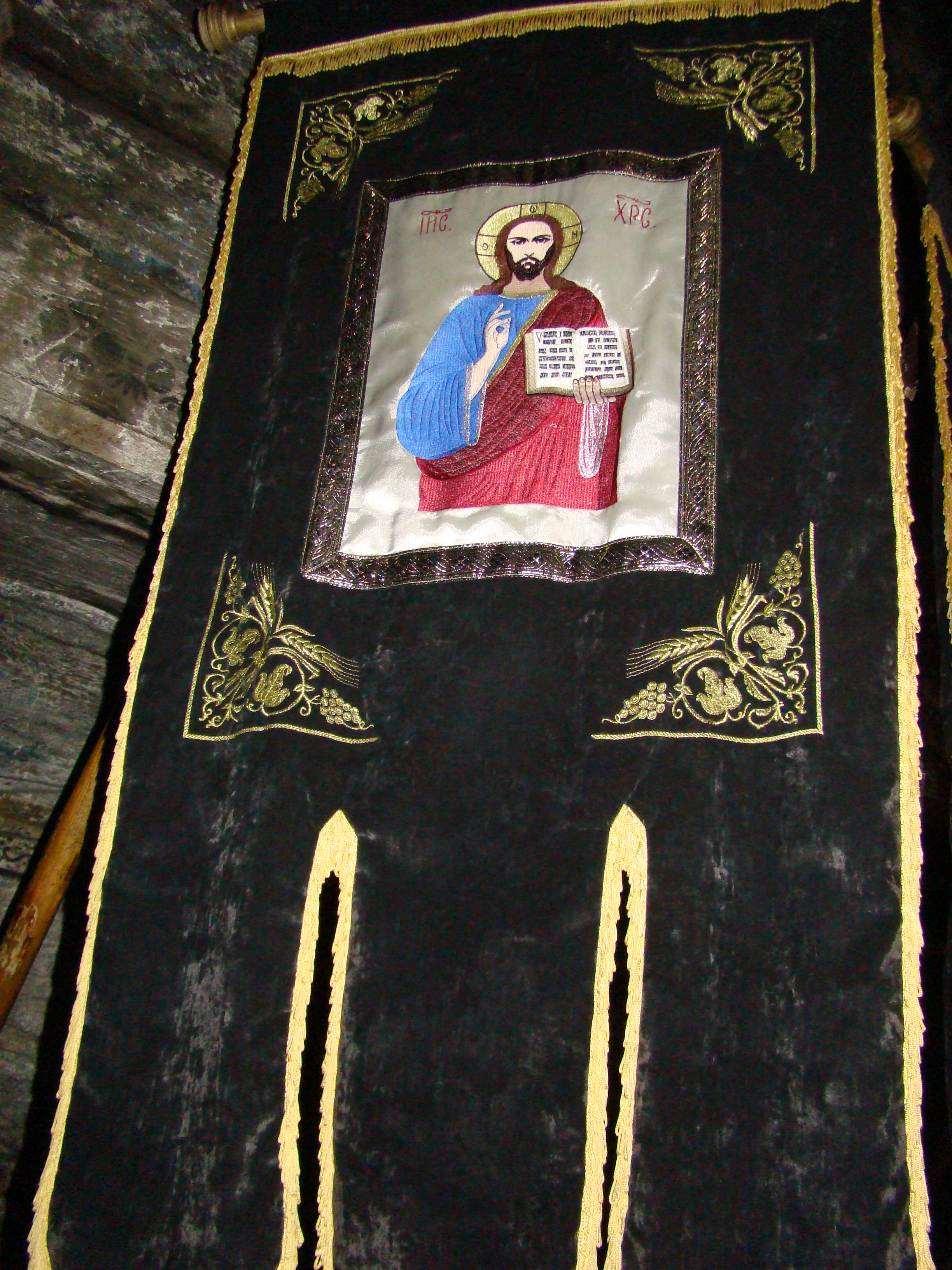
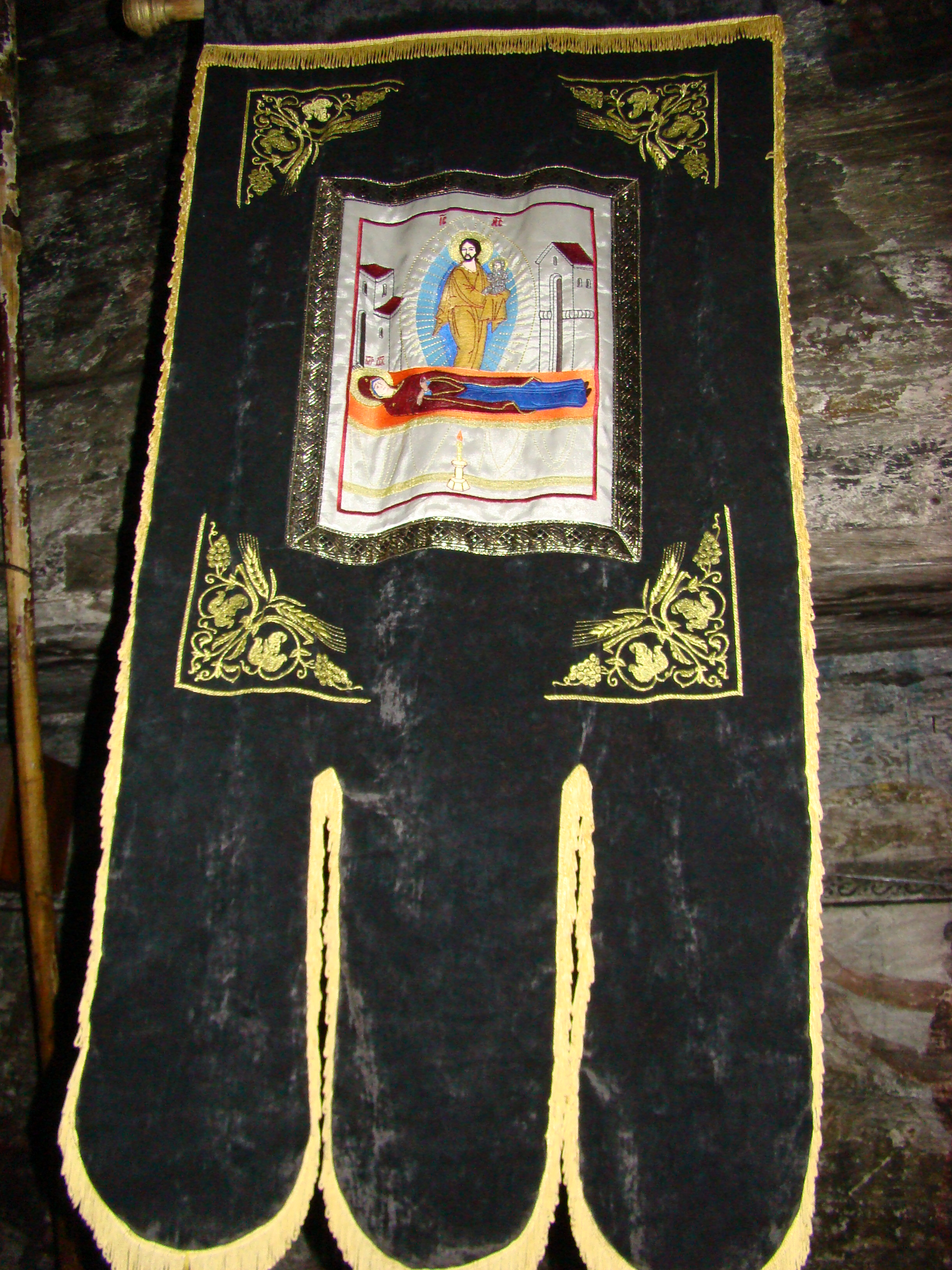
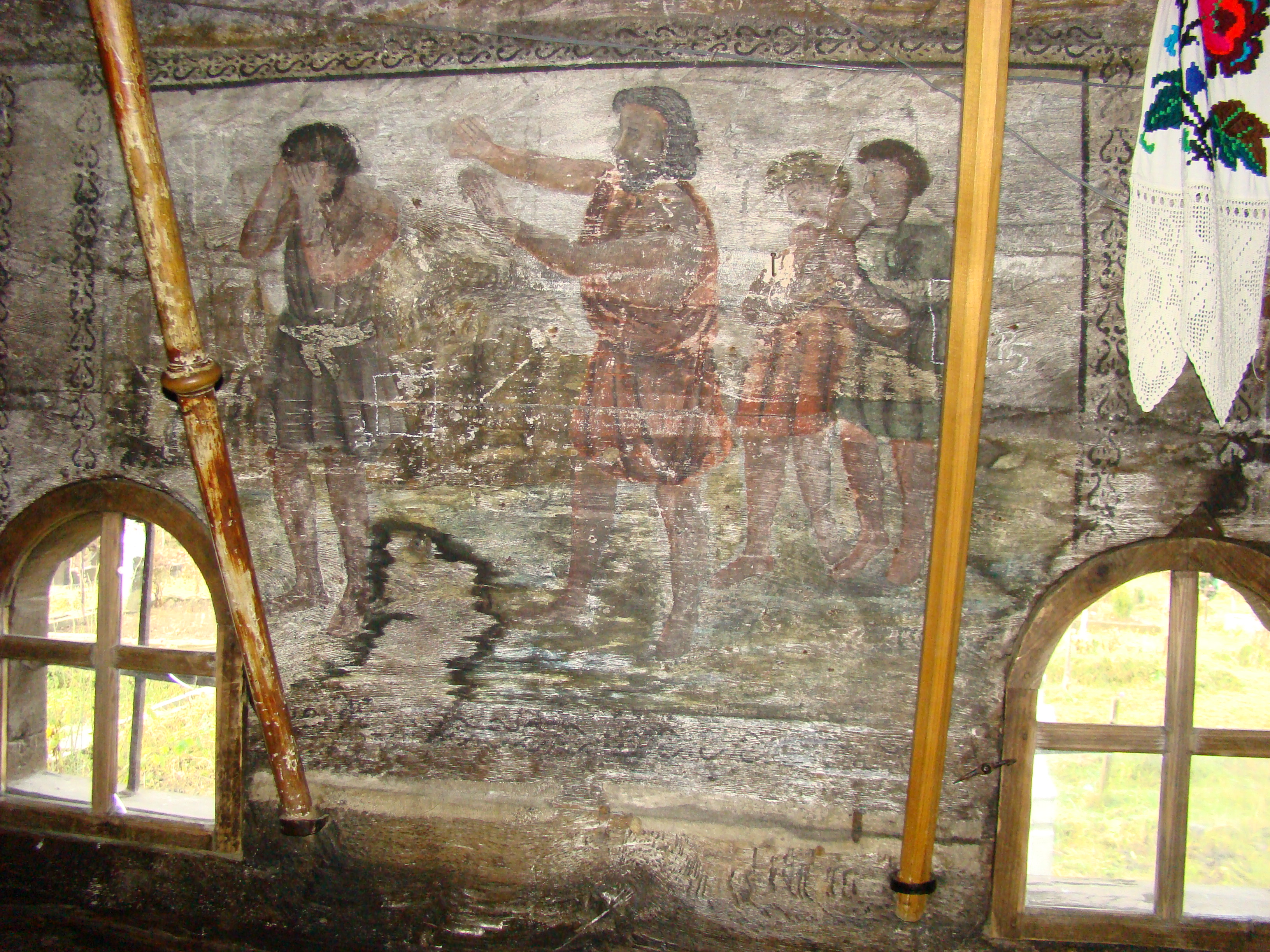
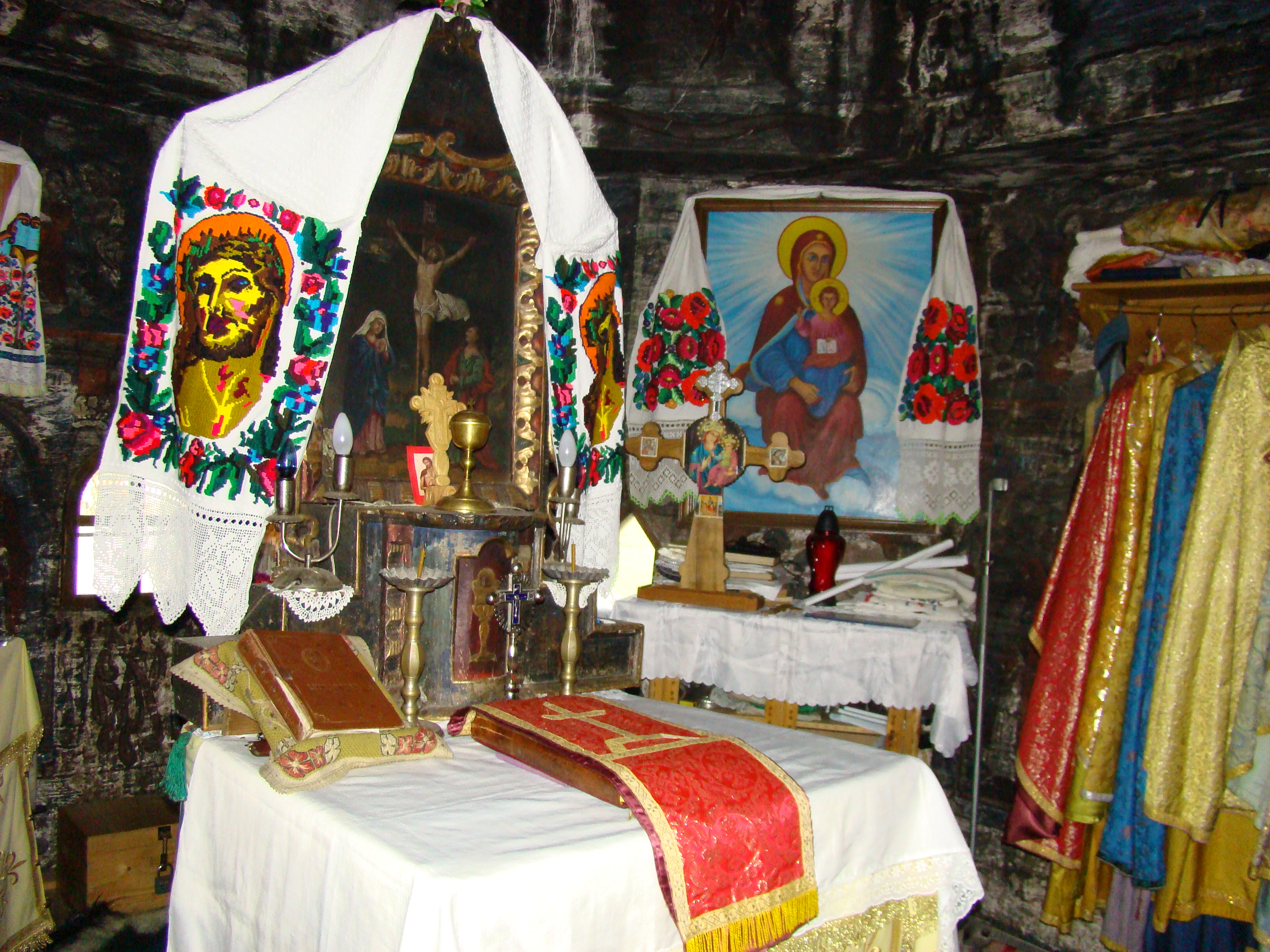
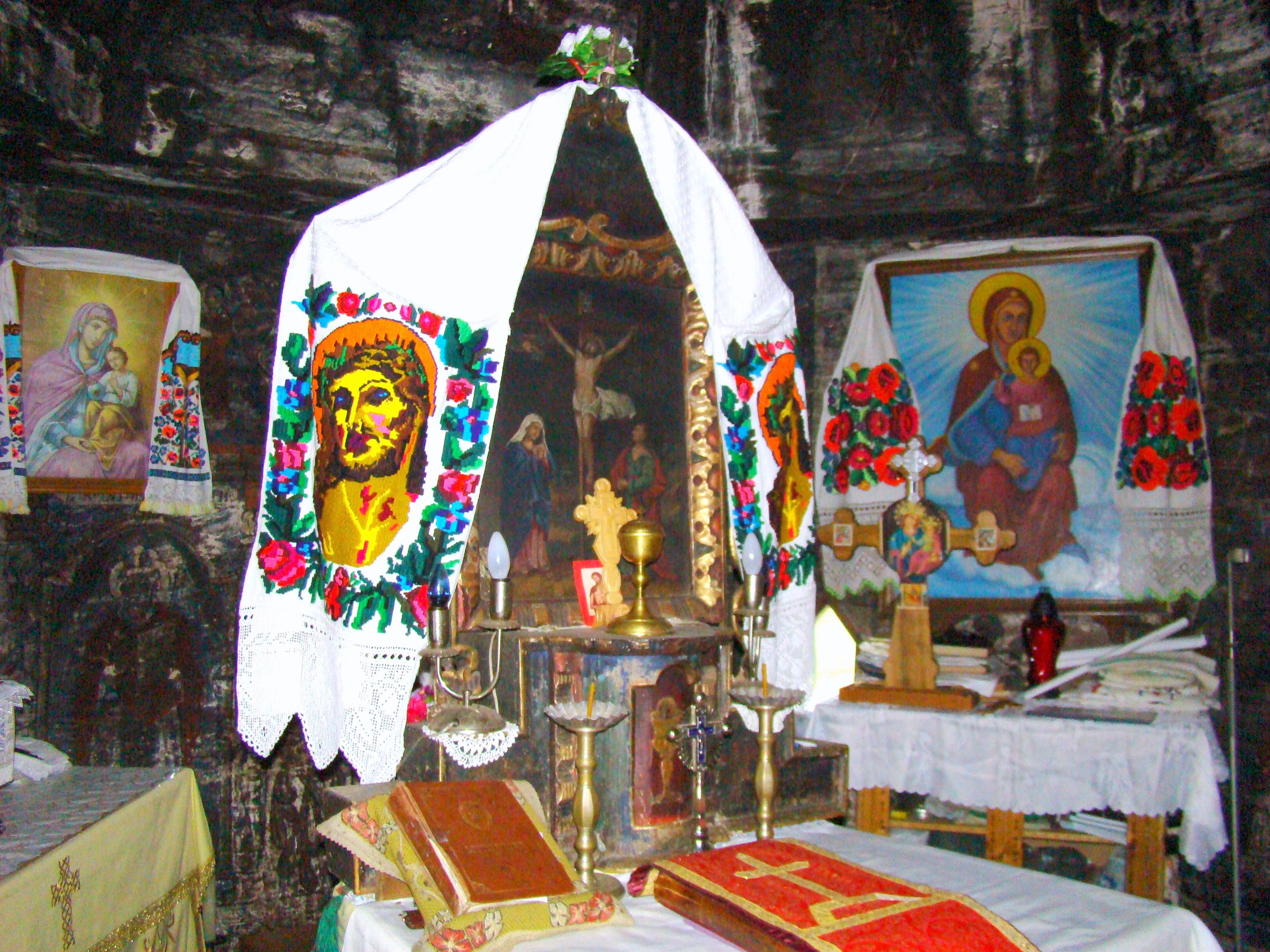

## Imagini din exterior

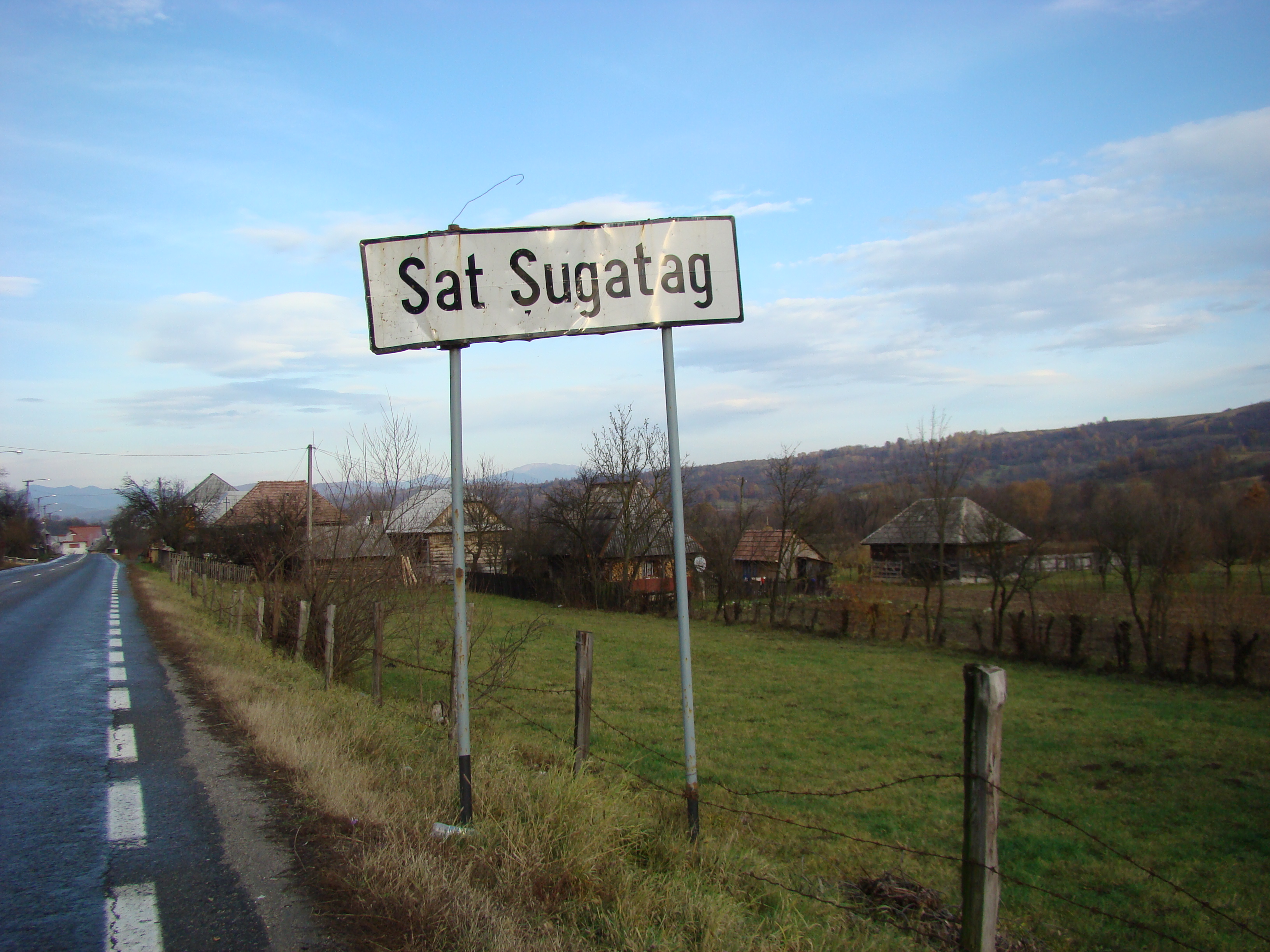
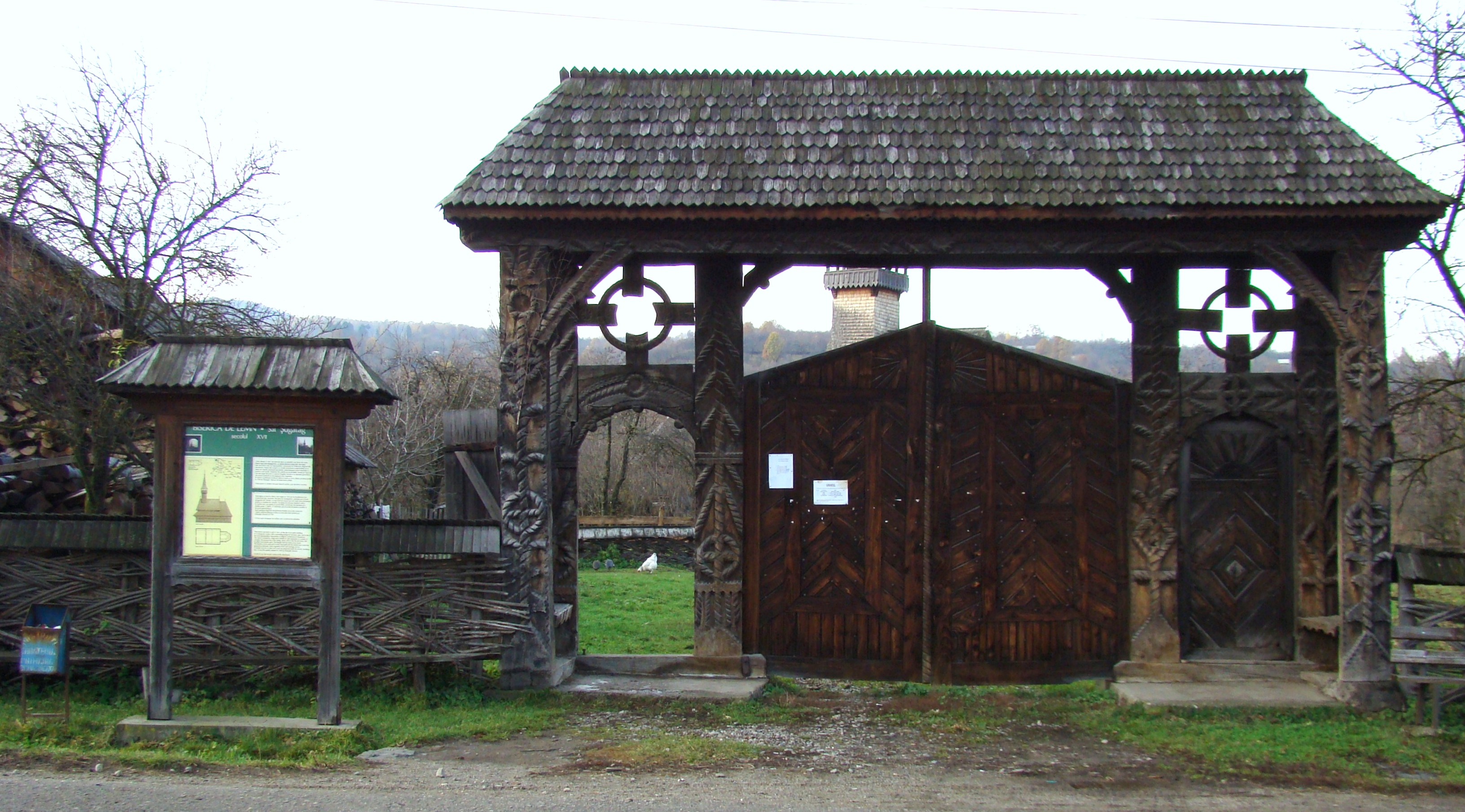
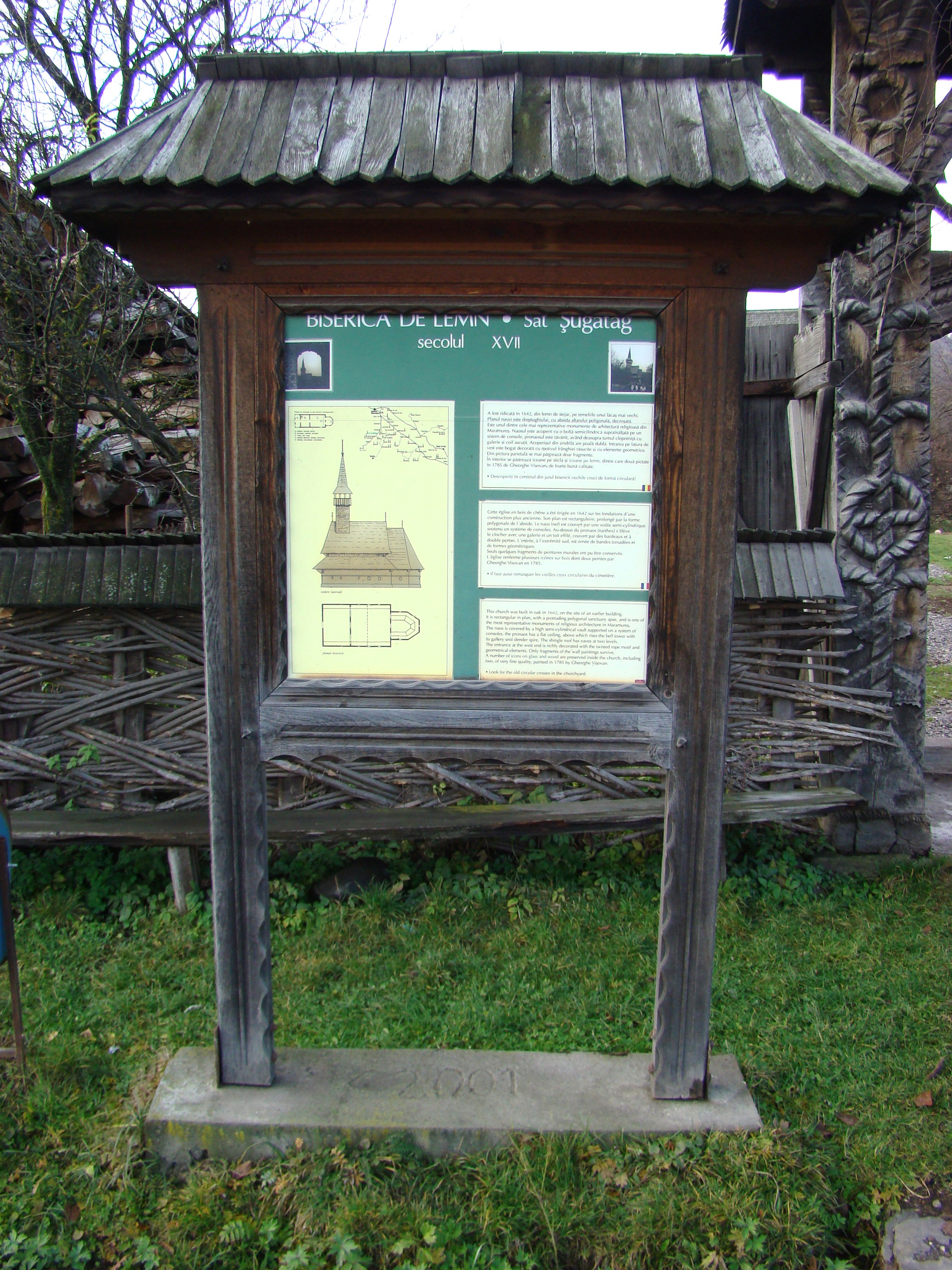
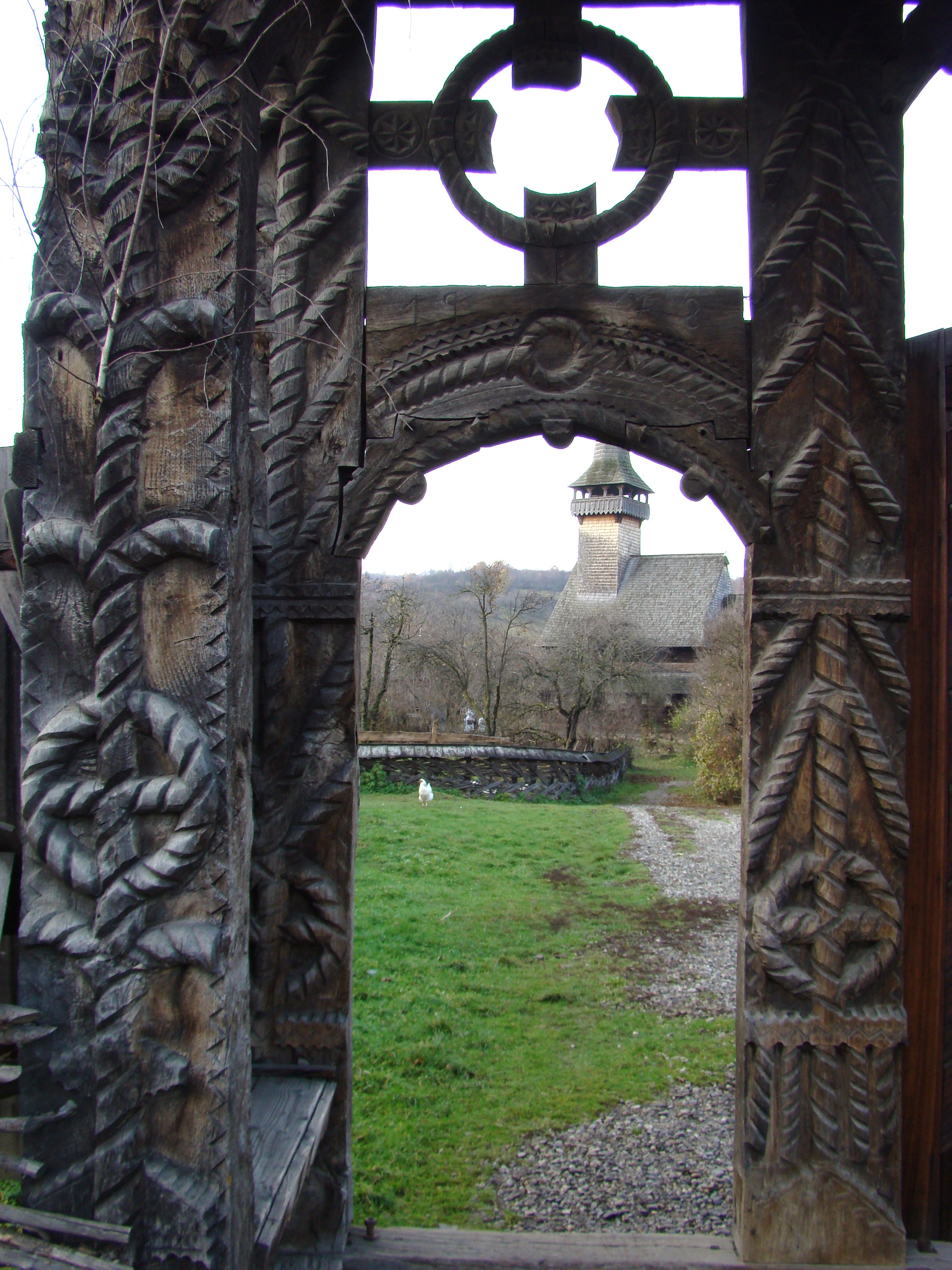
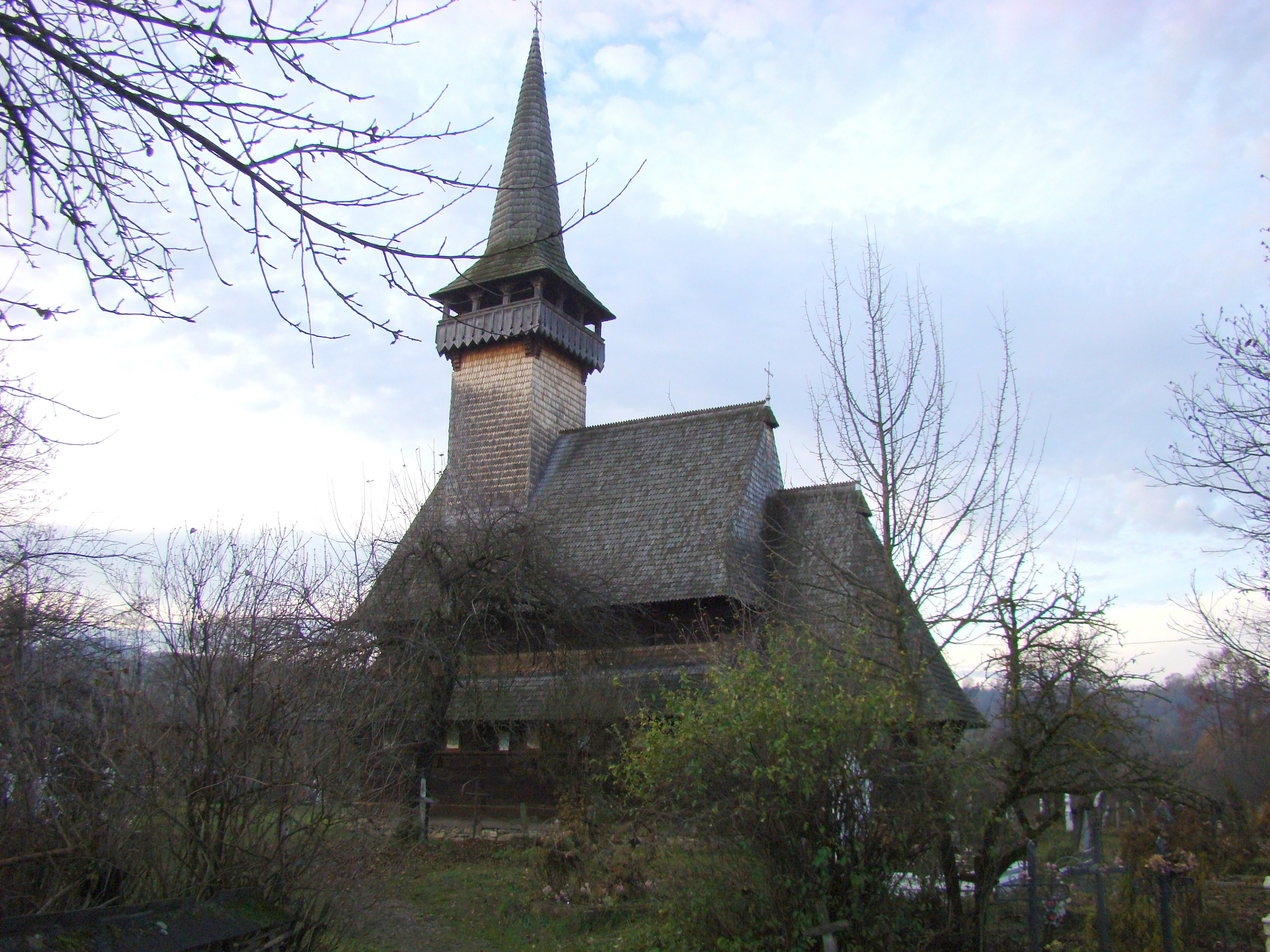
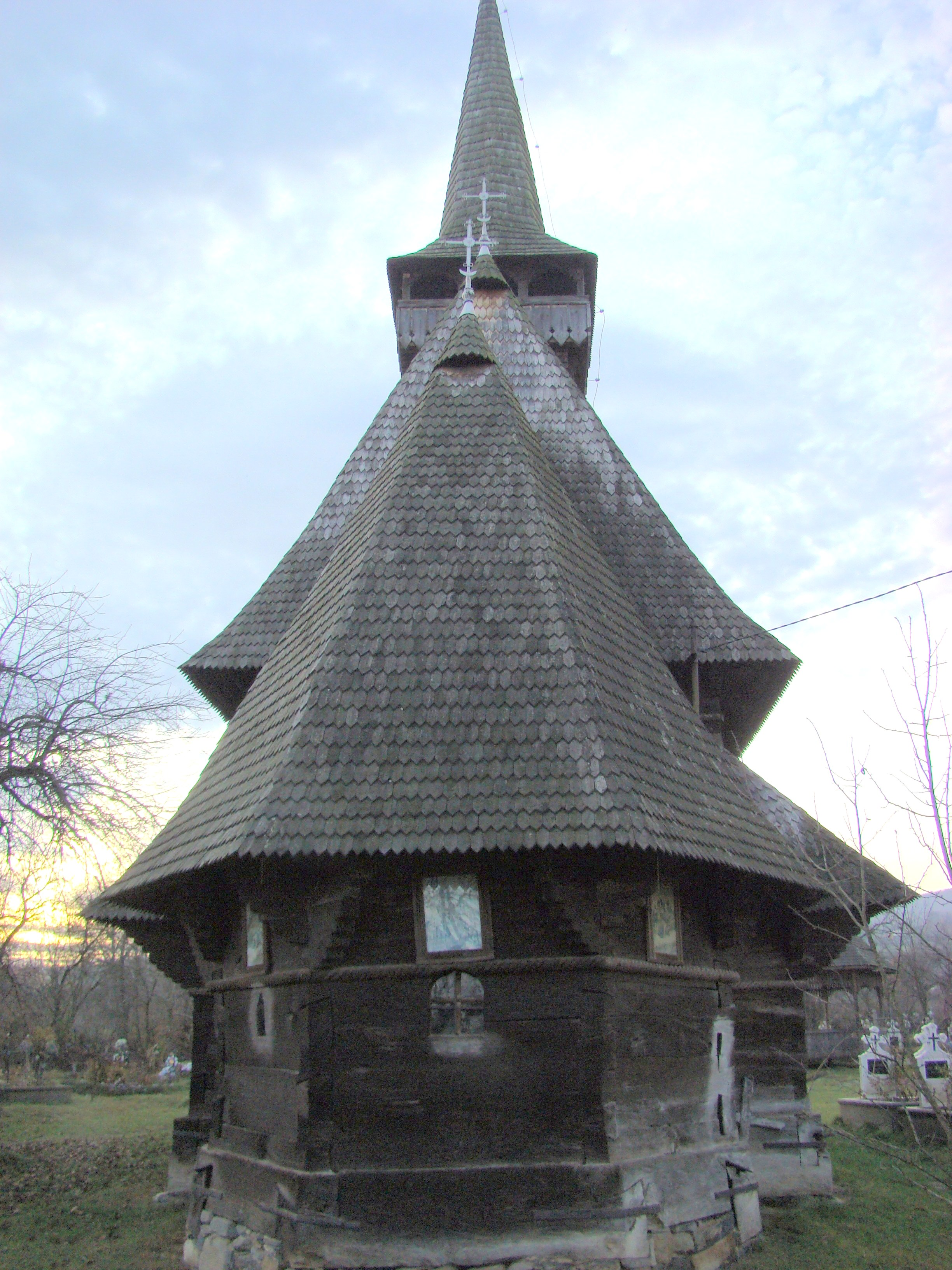
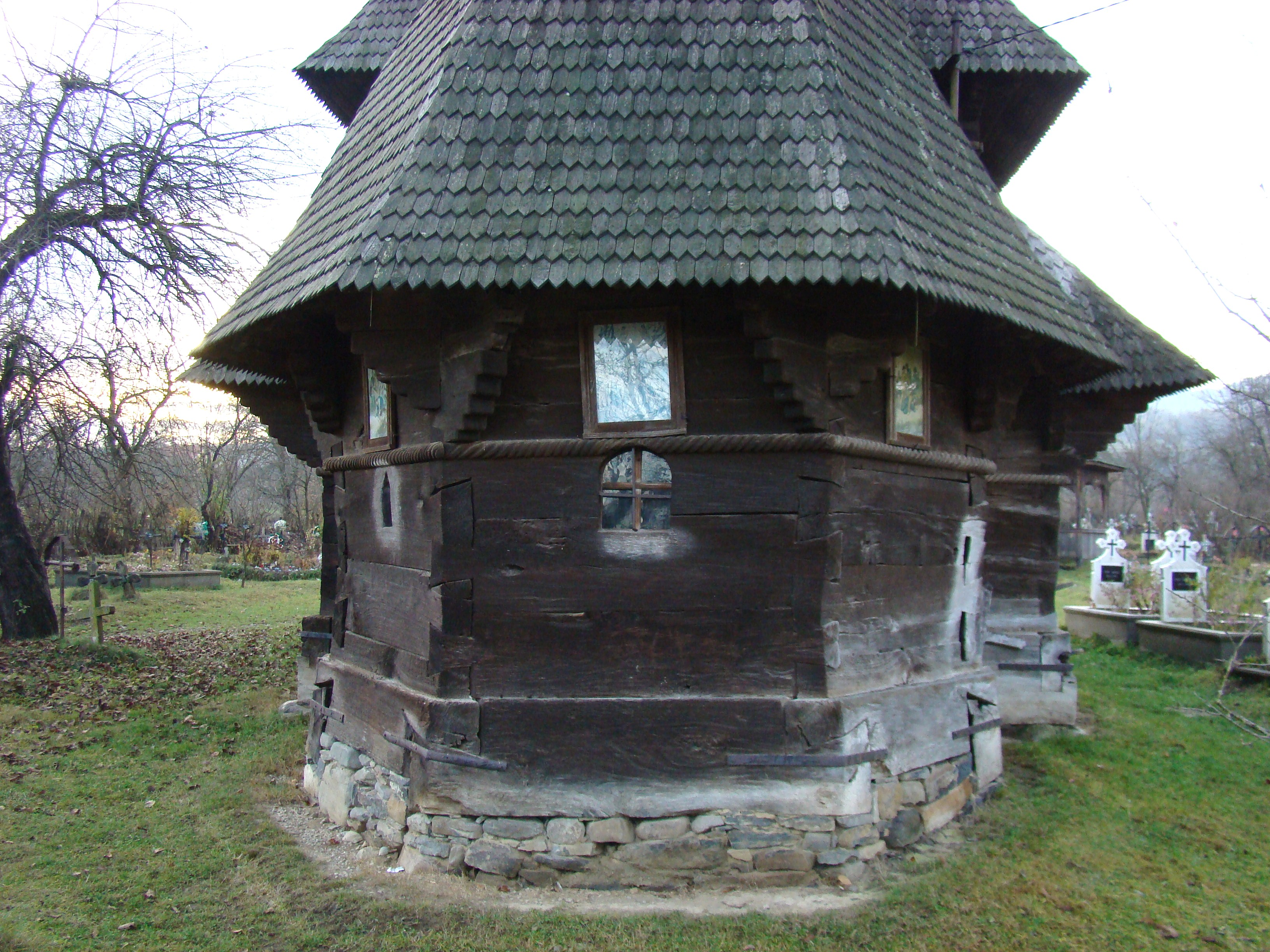
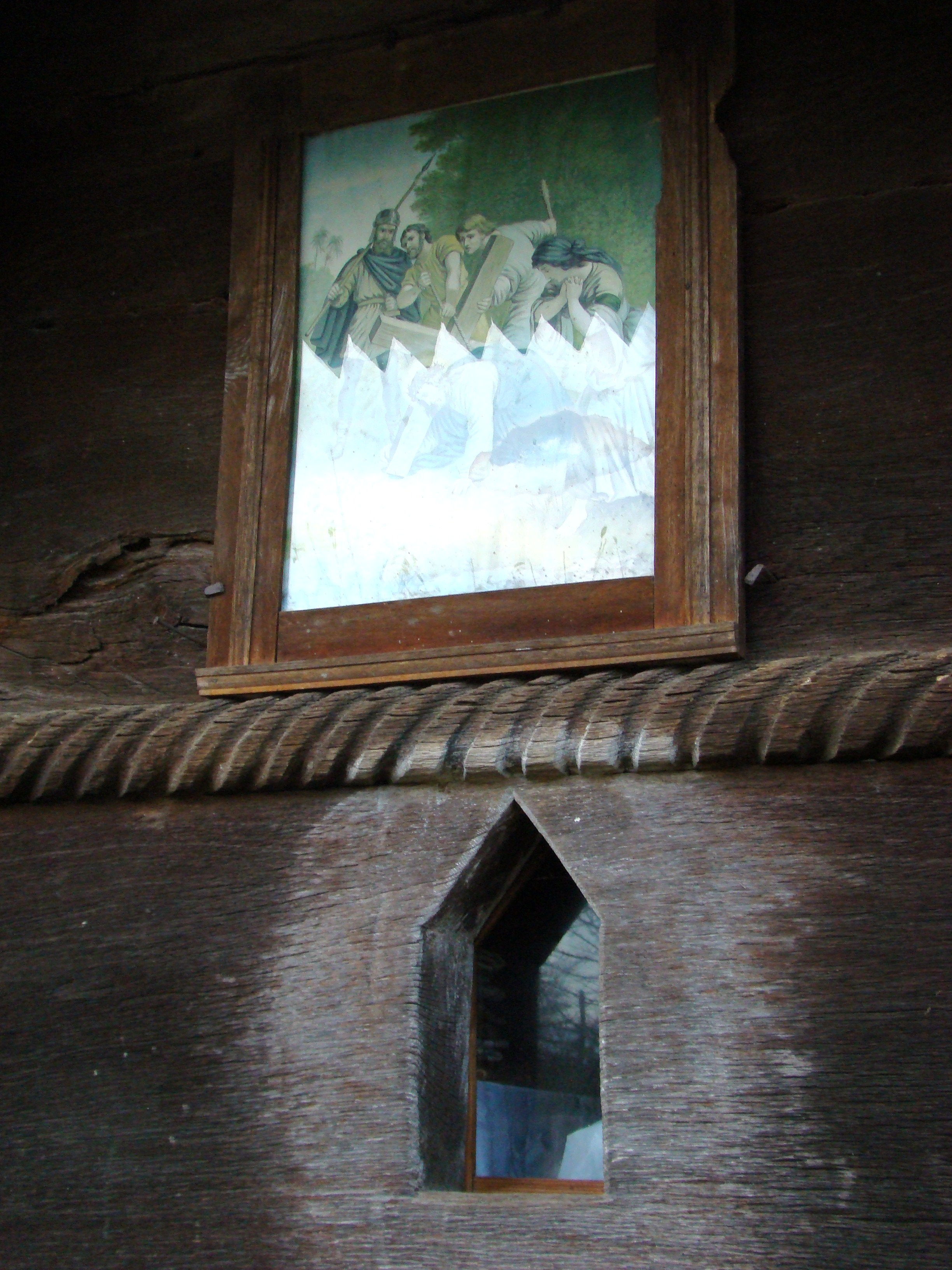
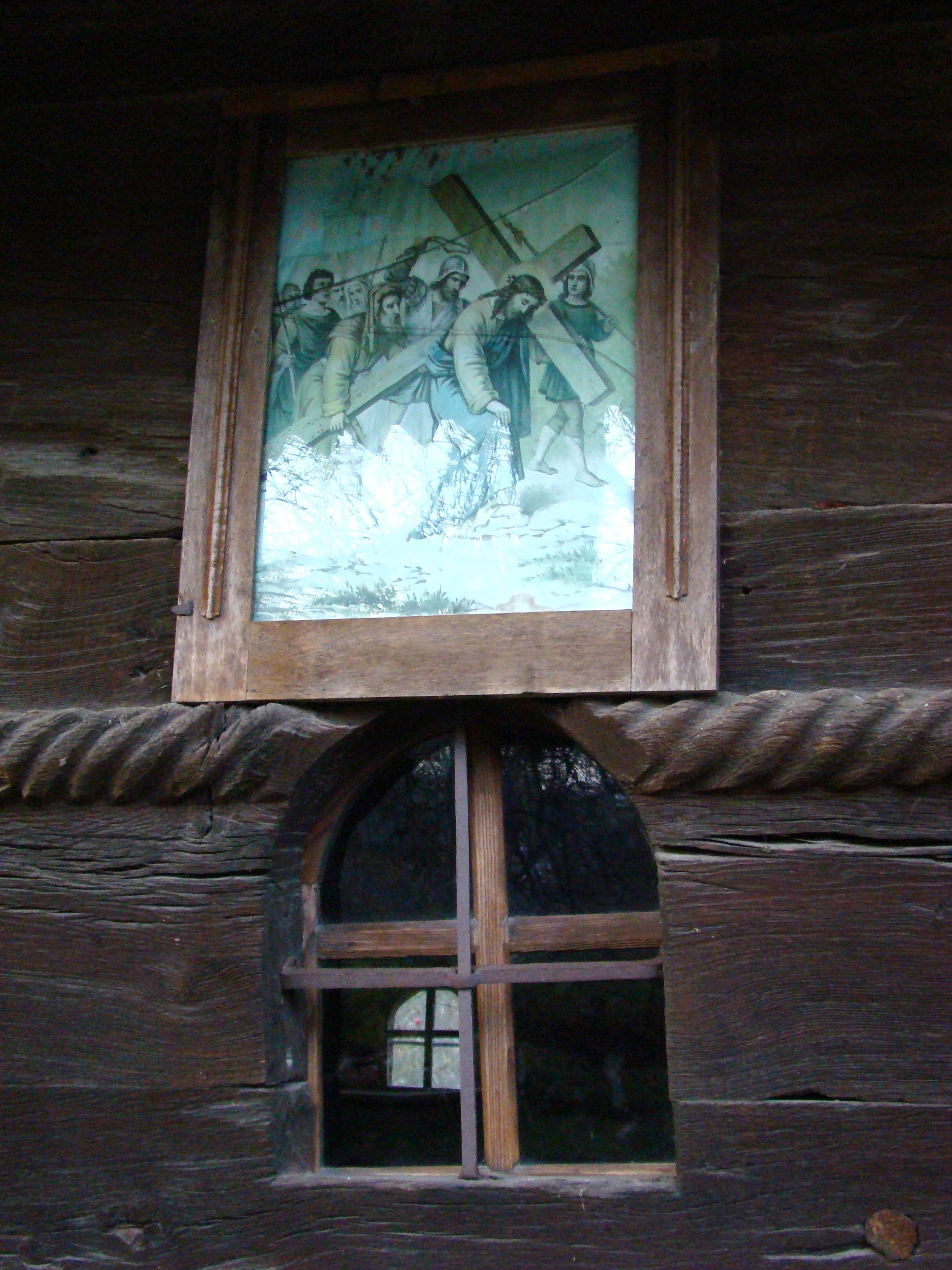
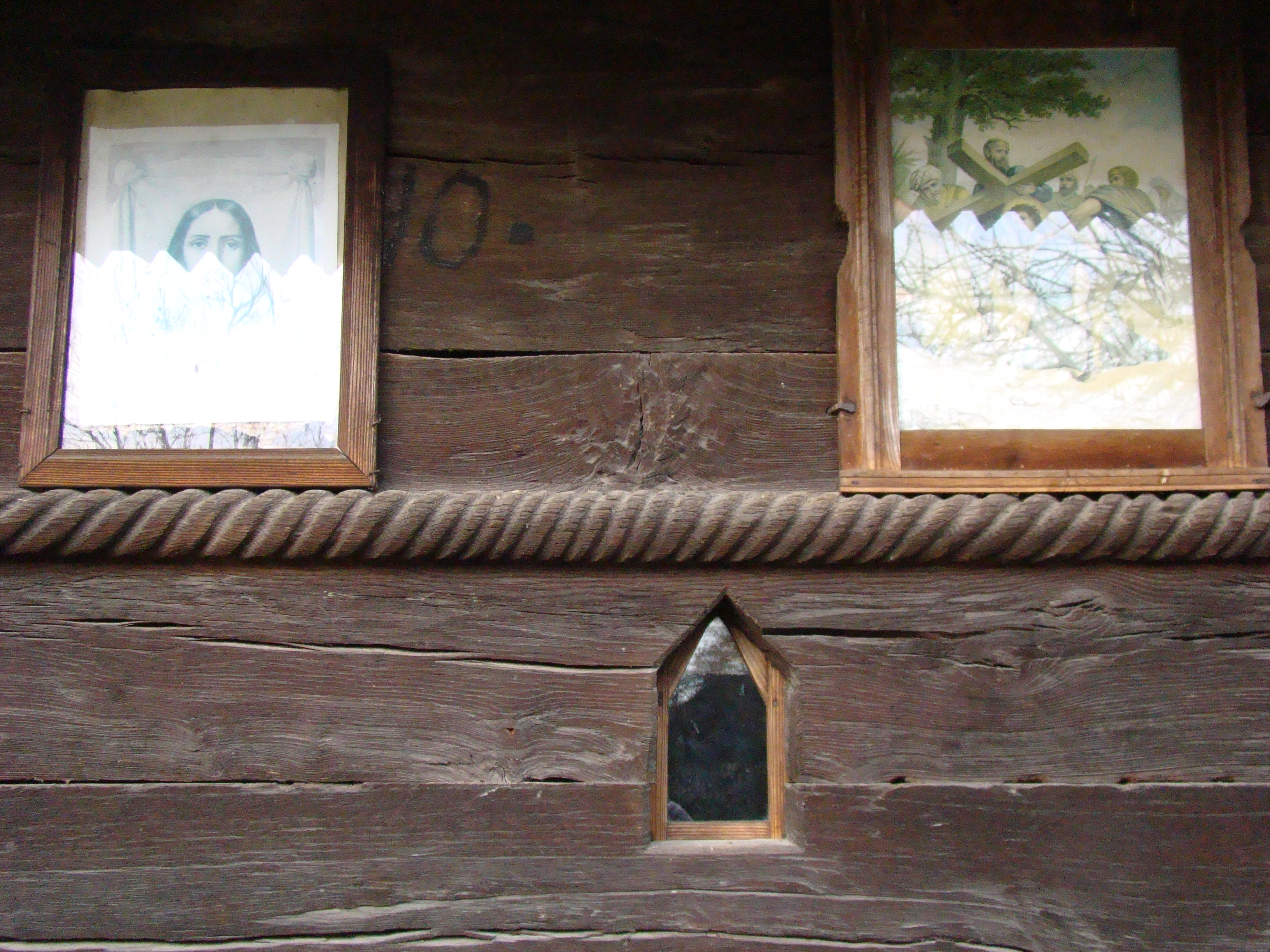
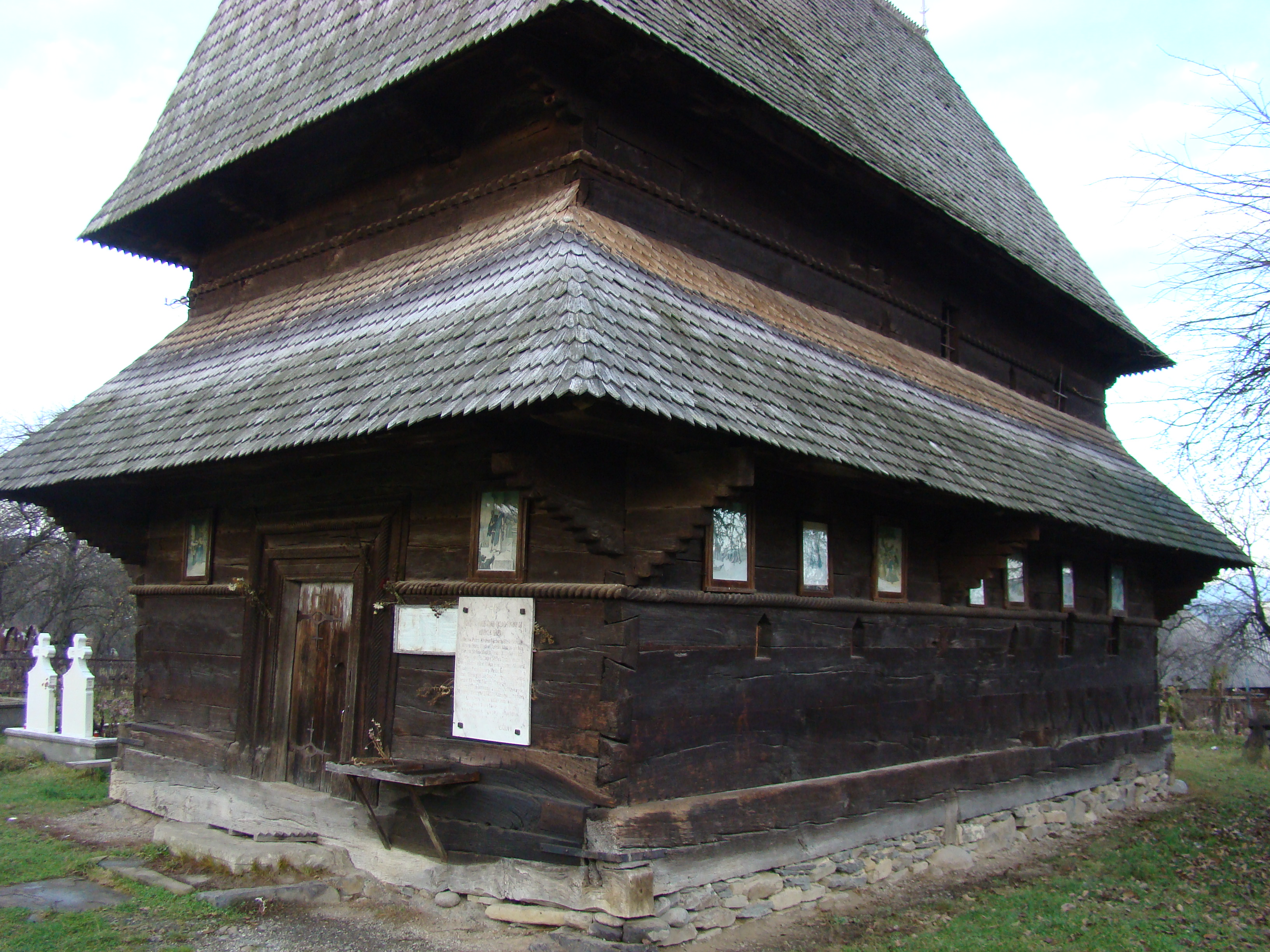
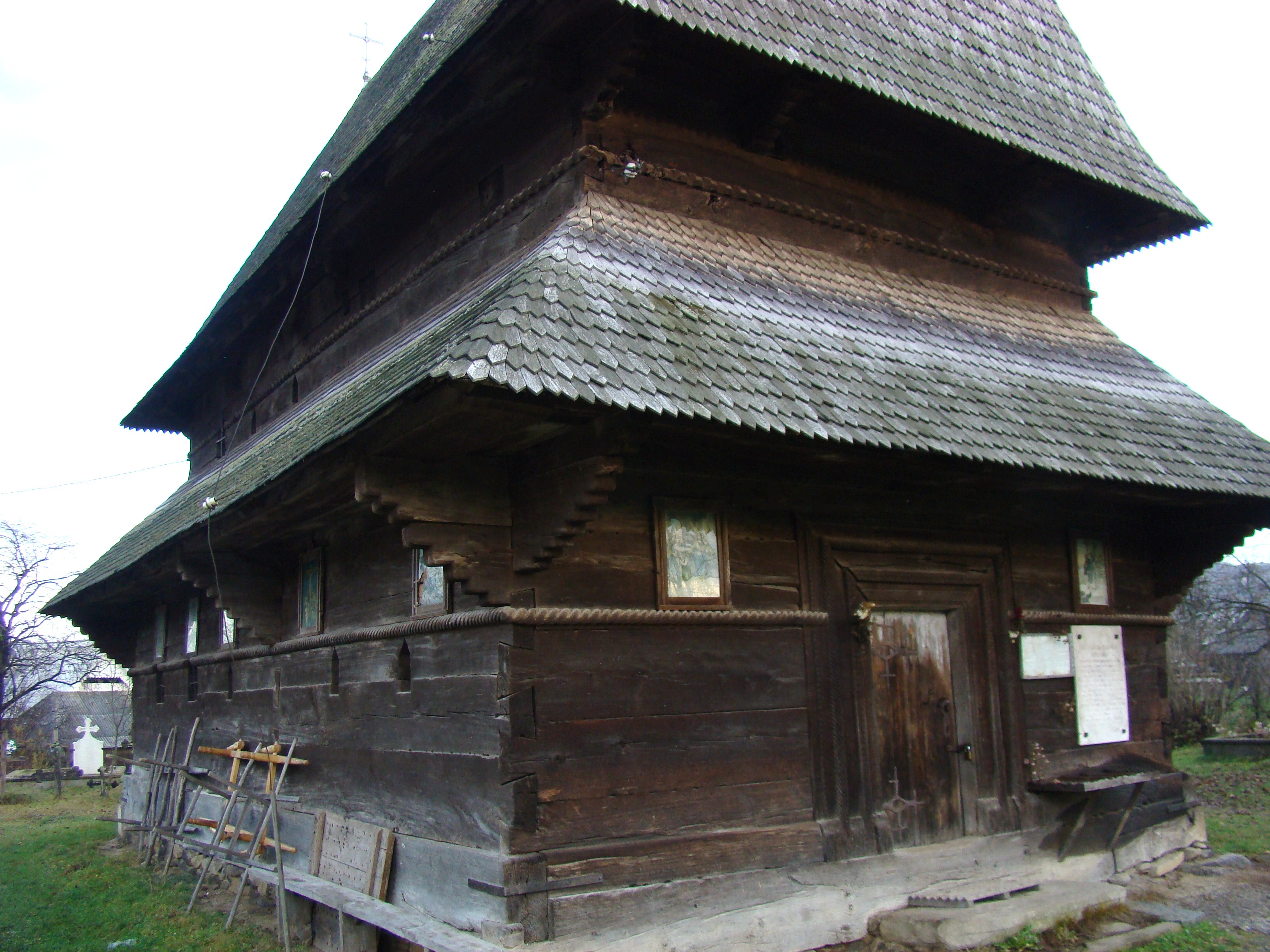
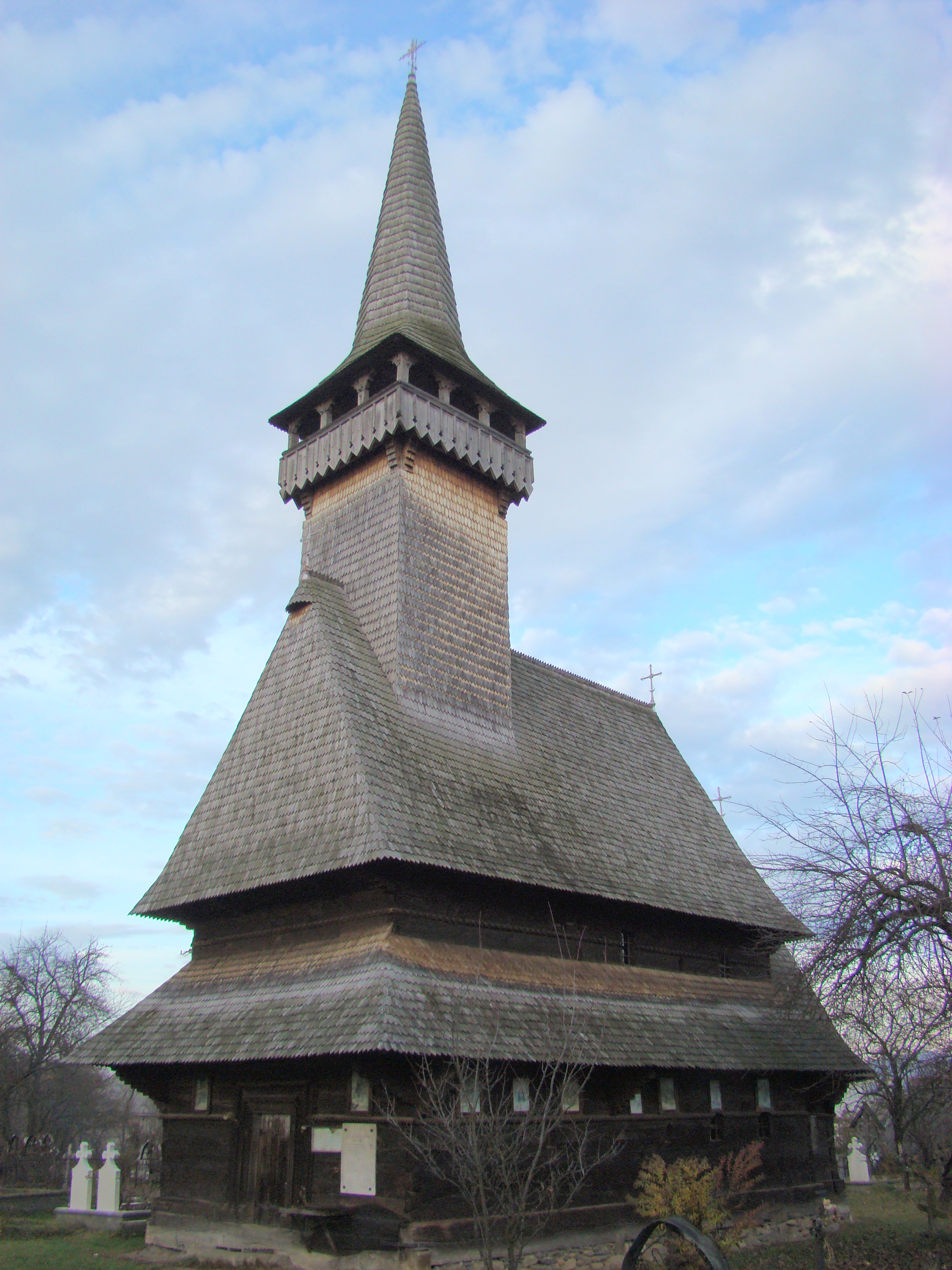
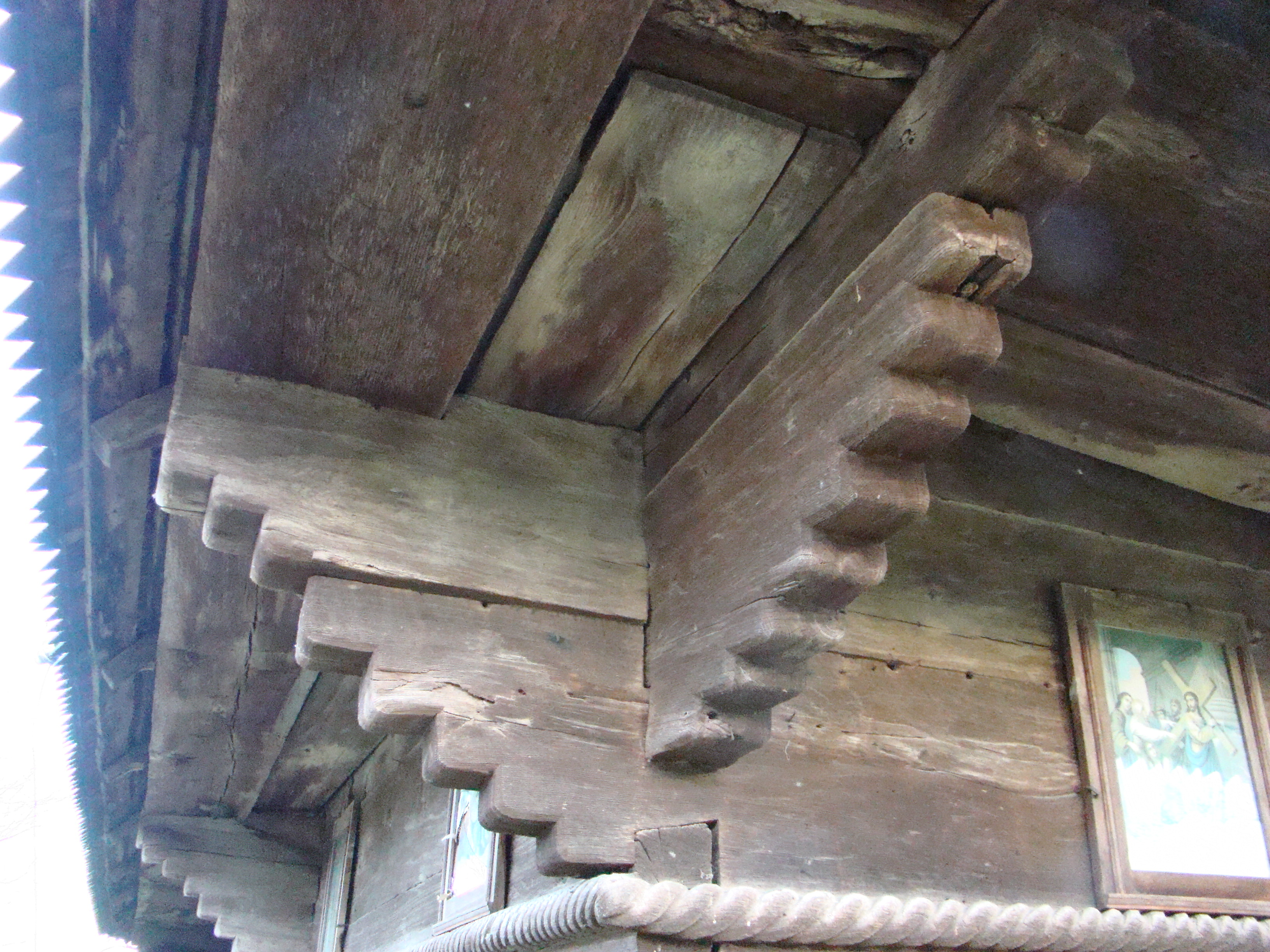
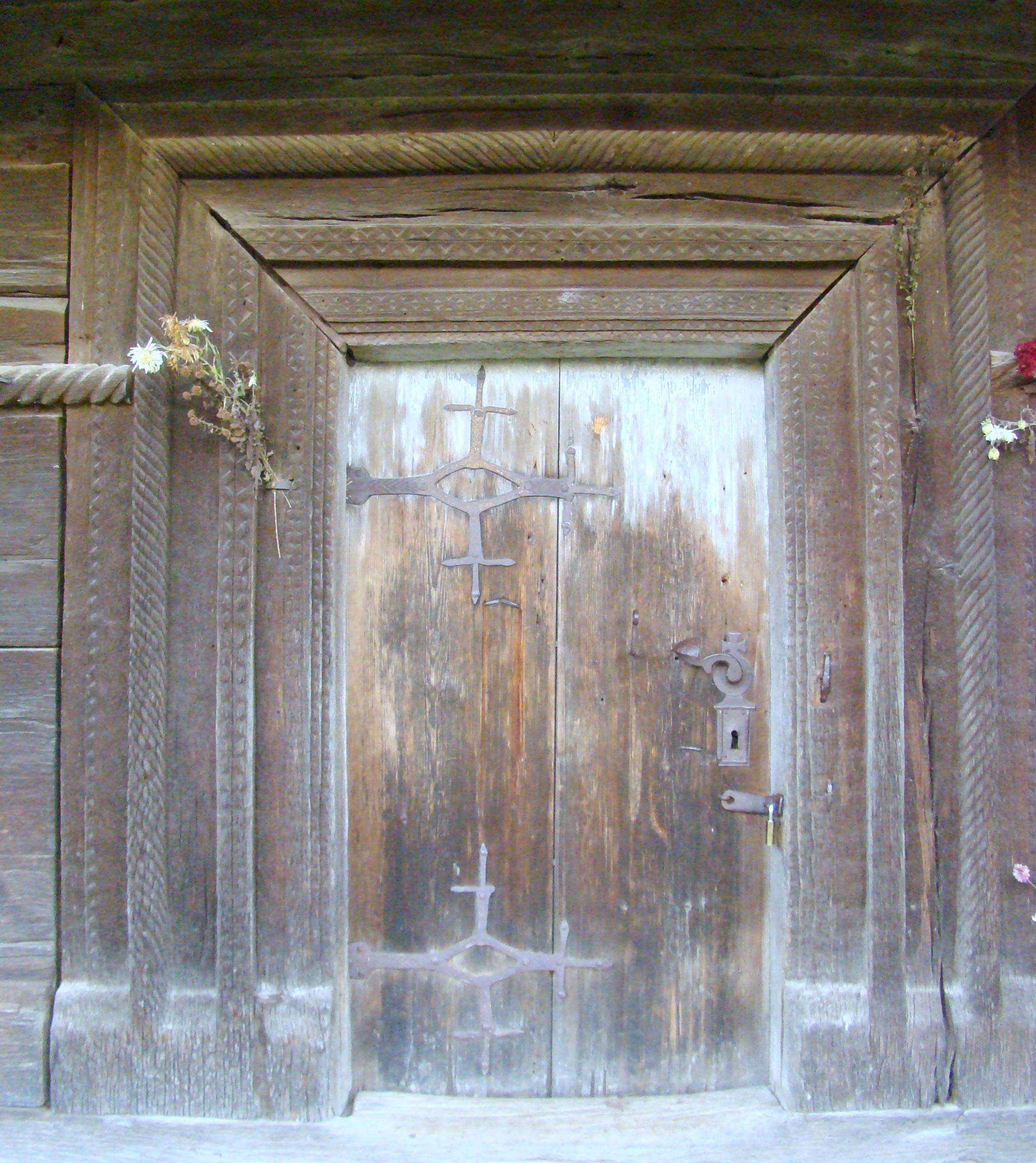
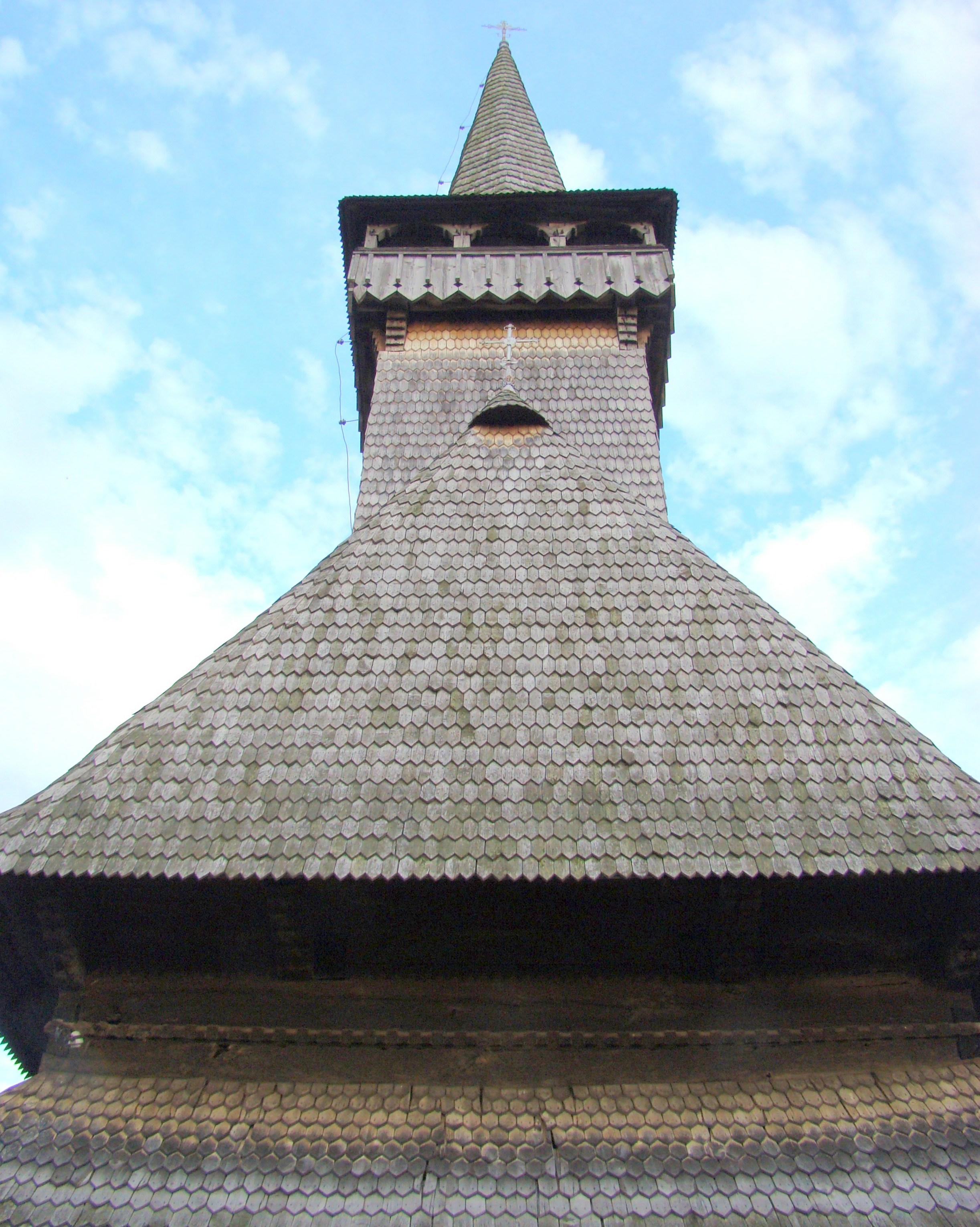
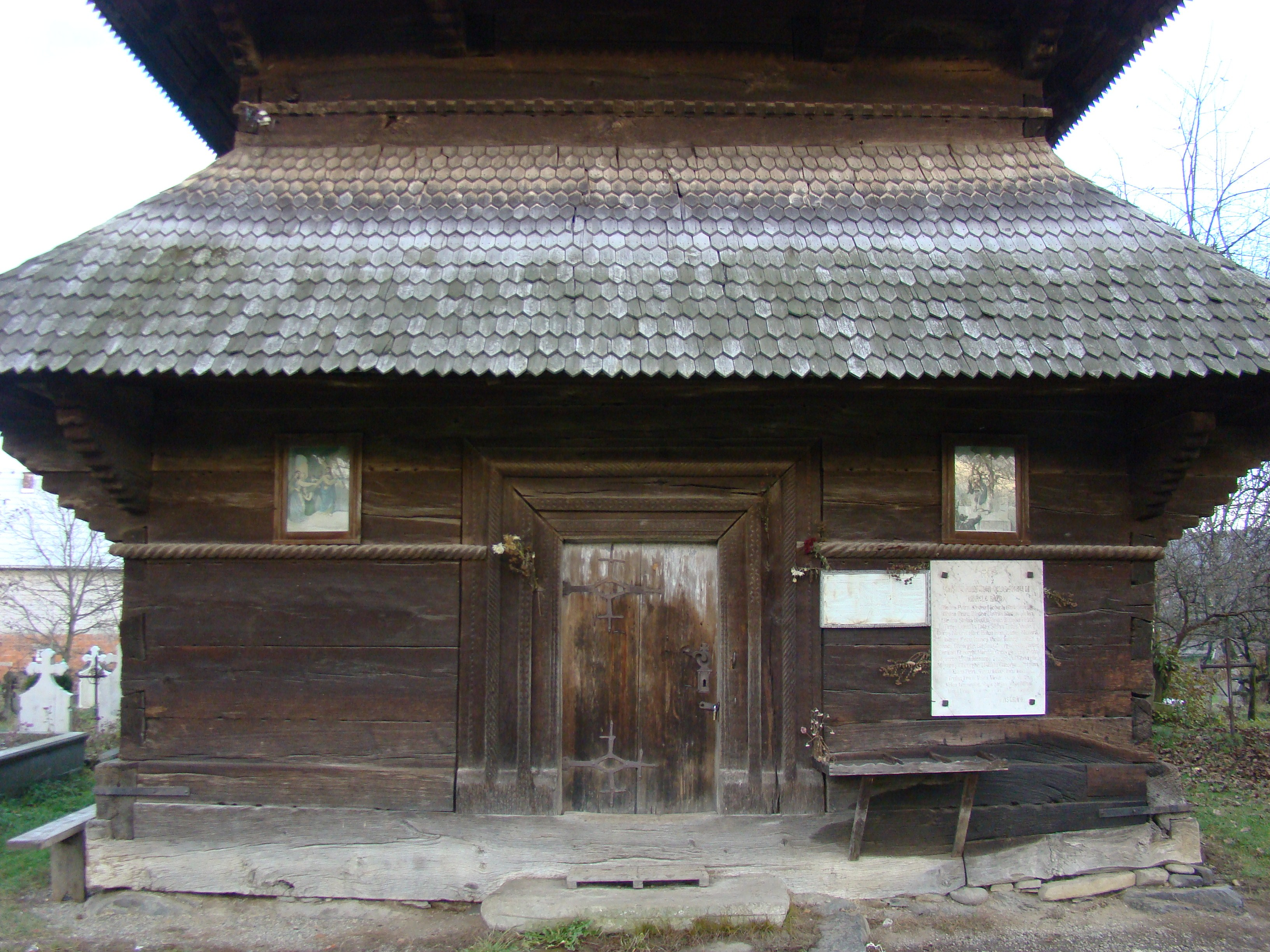
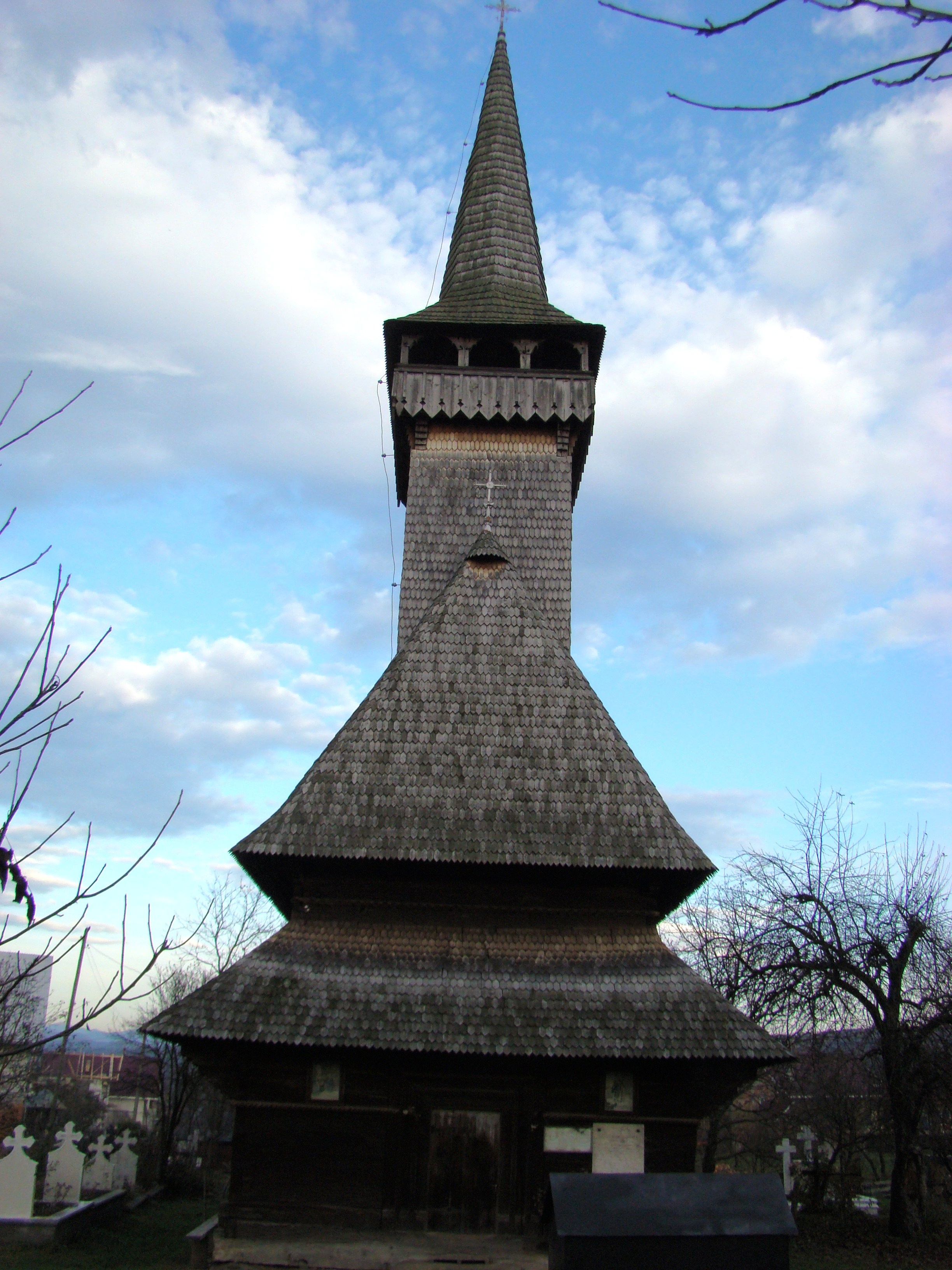
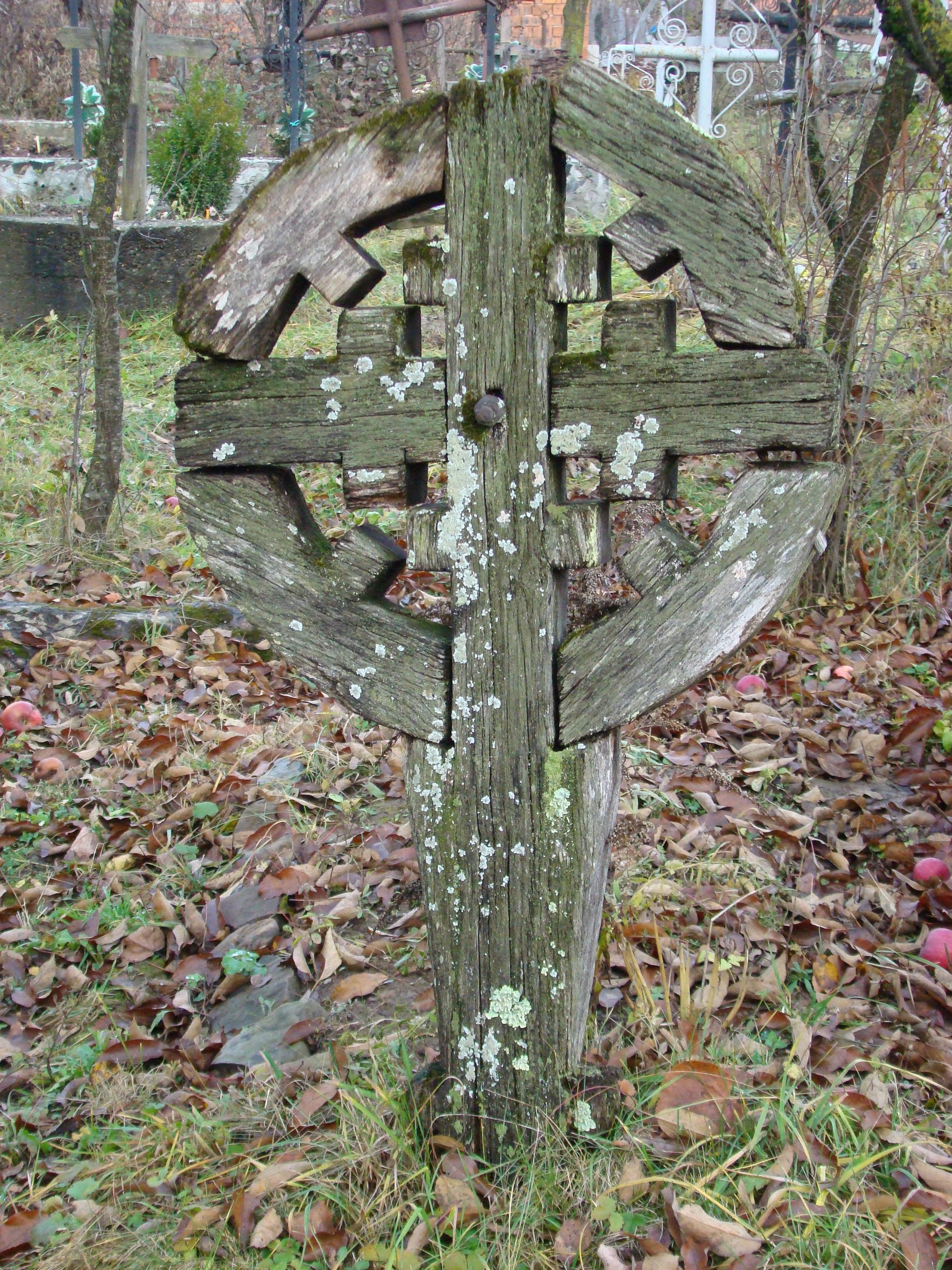
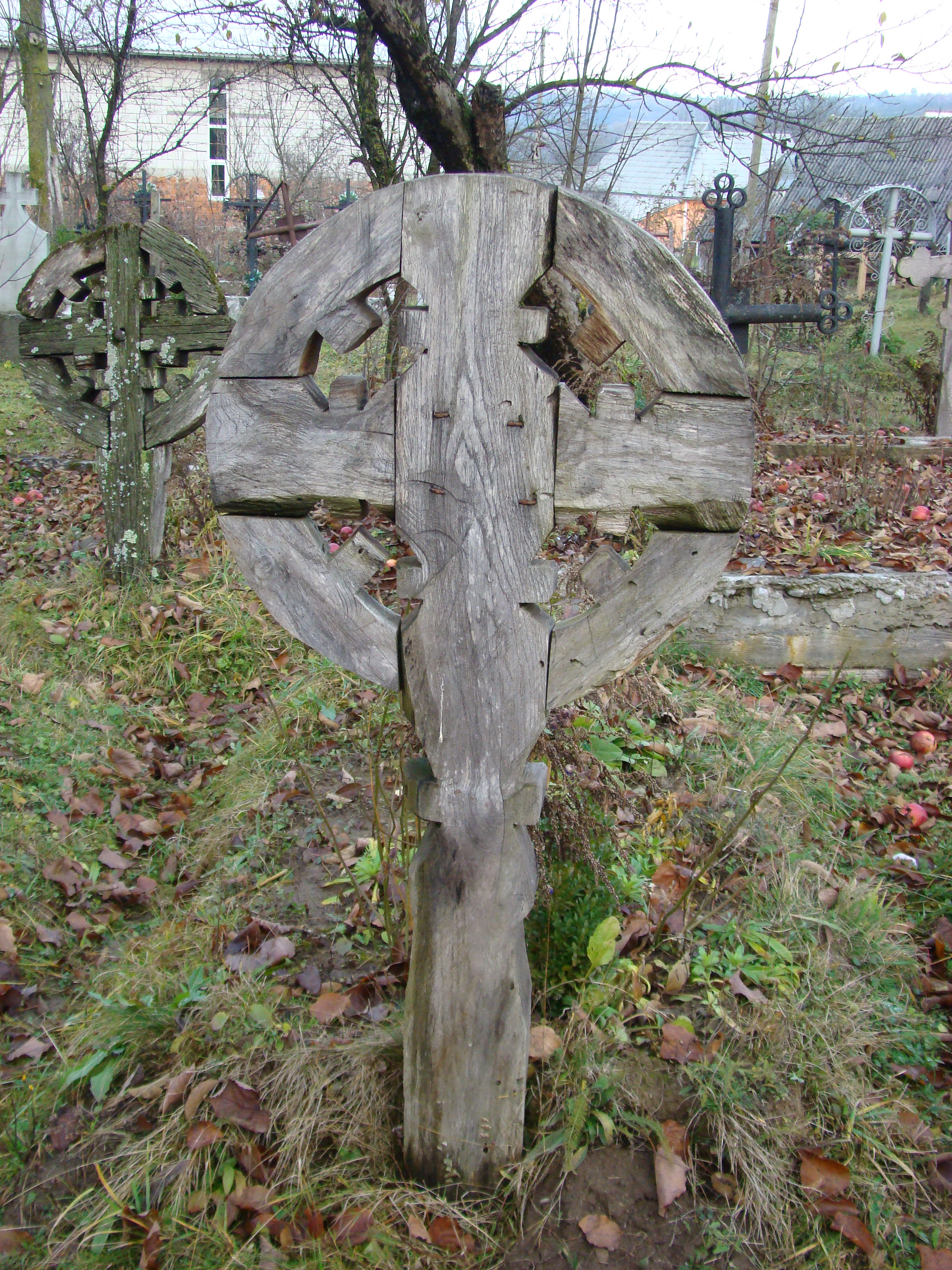
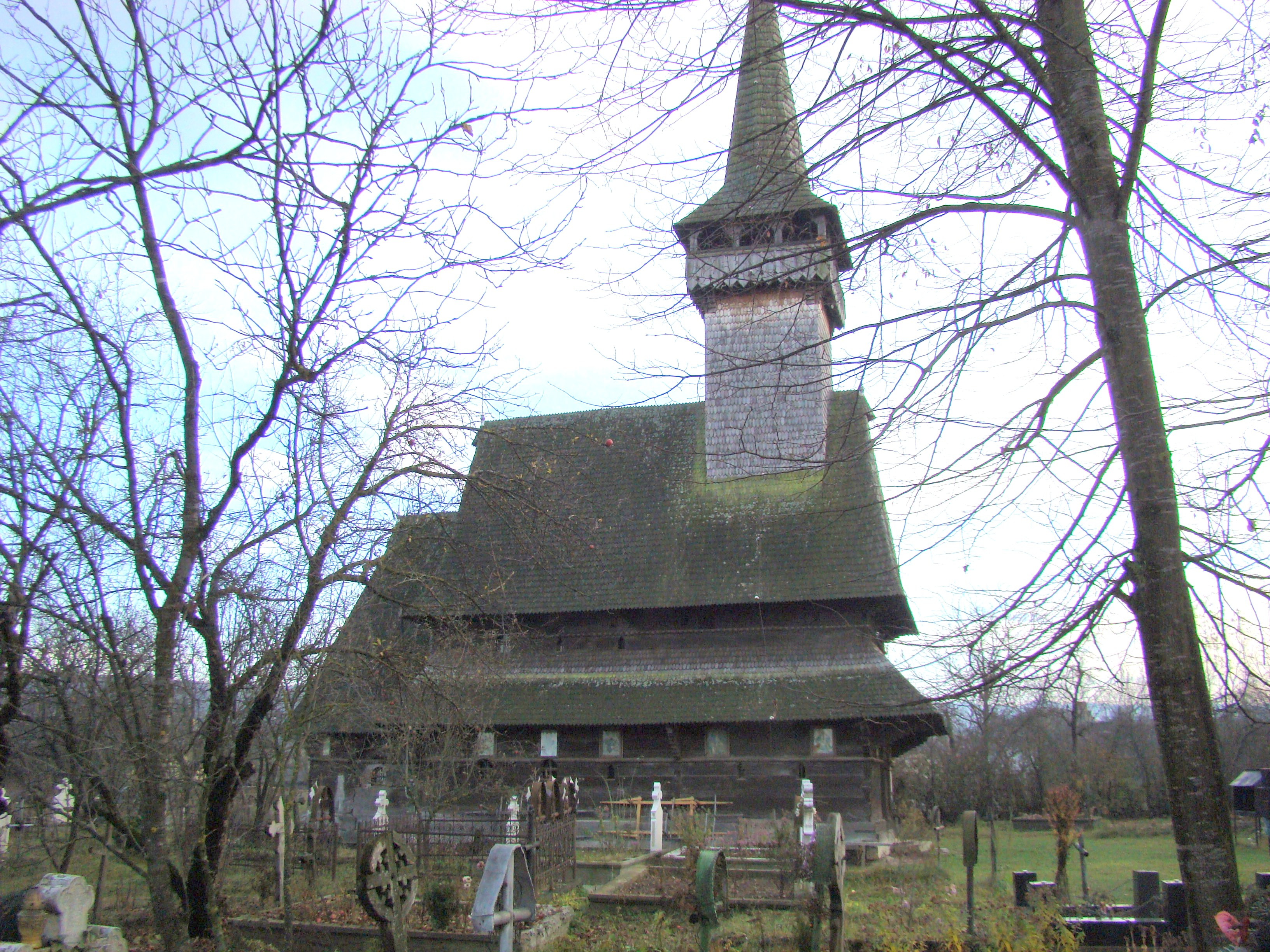
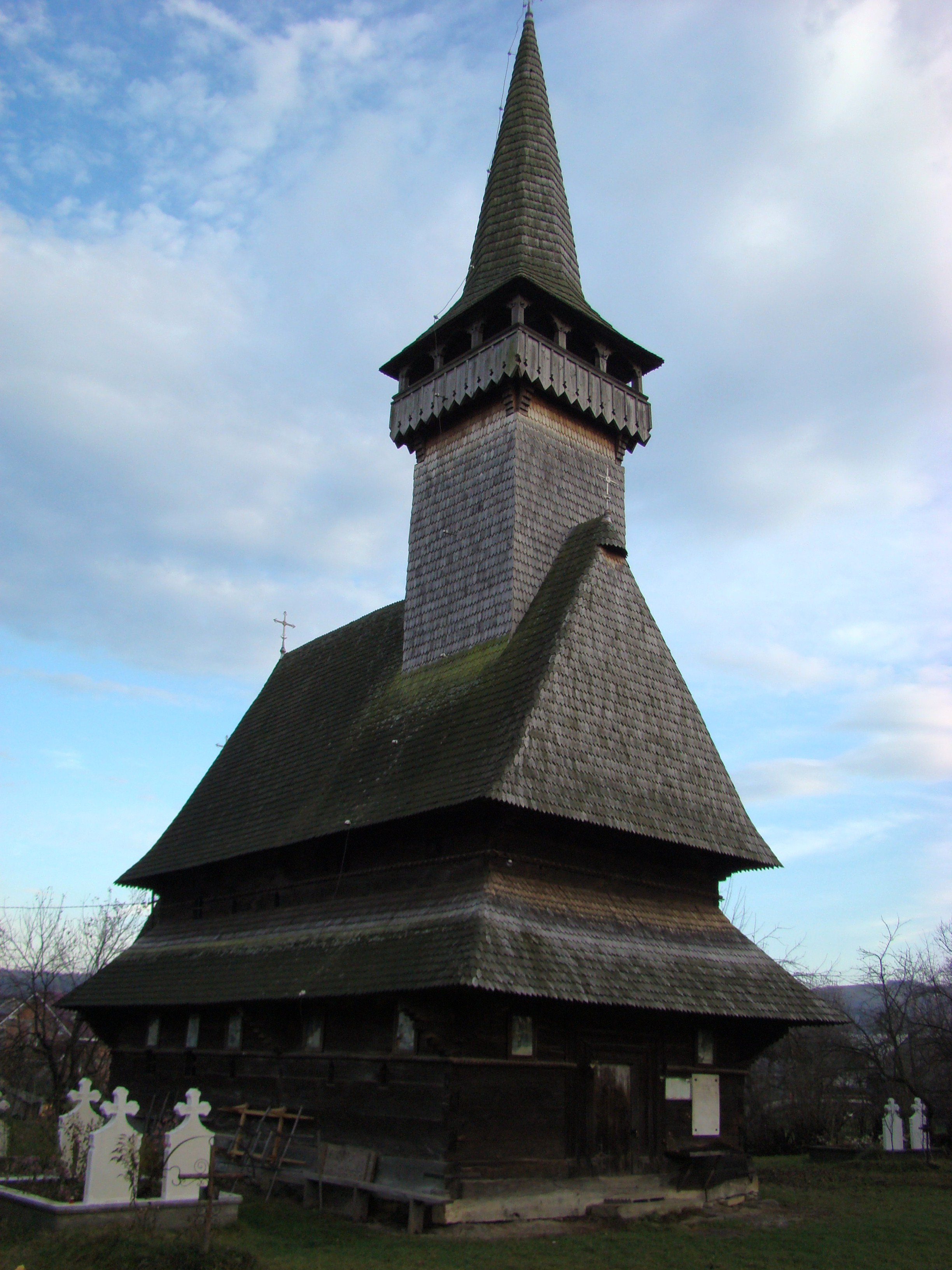
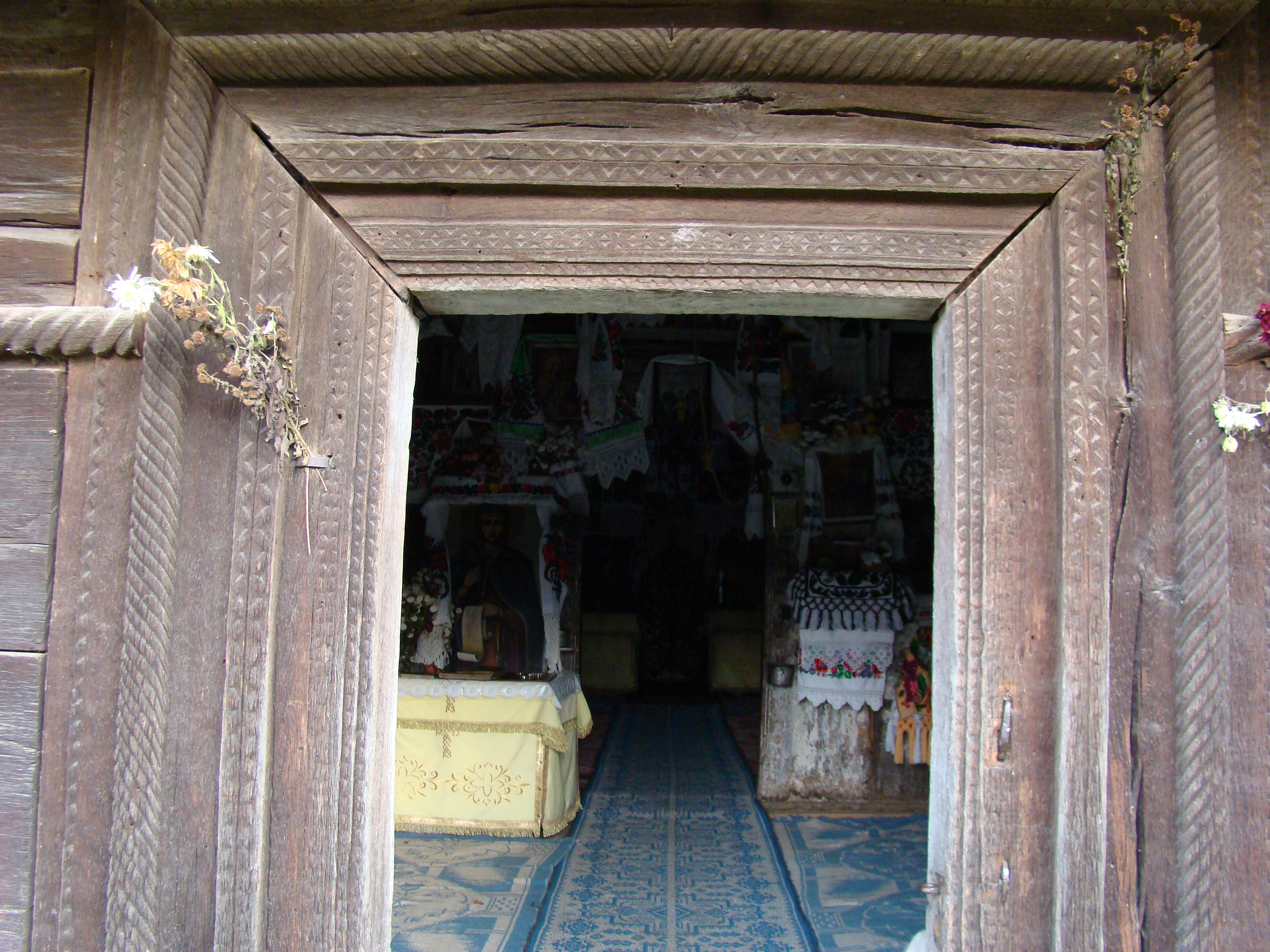
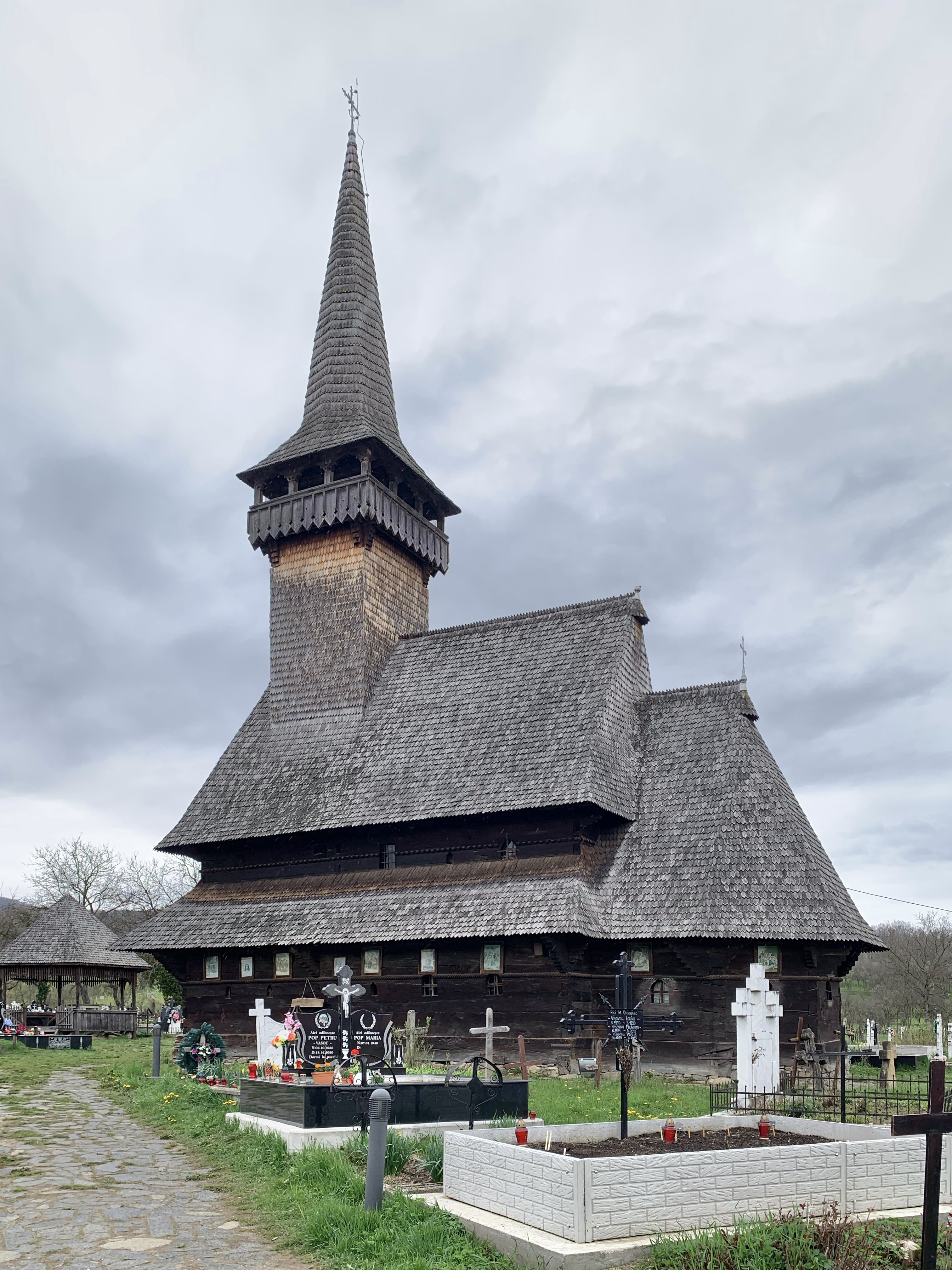
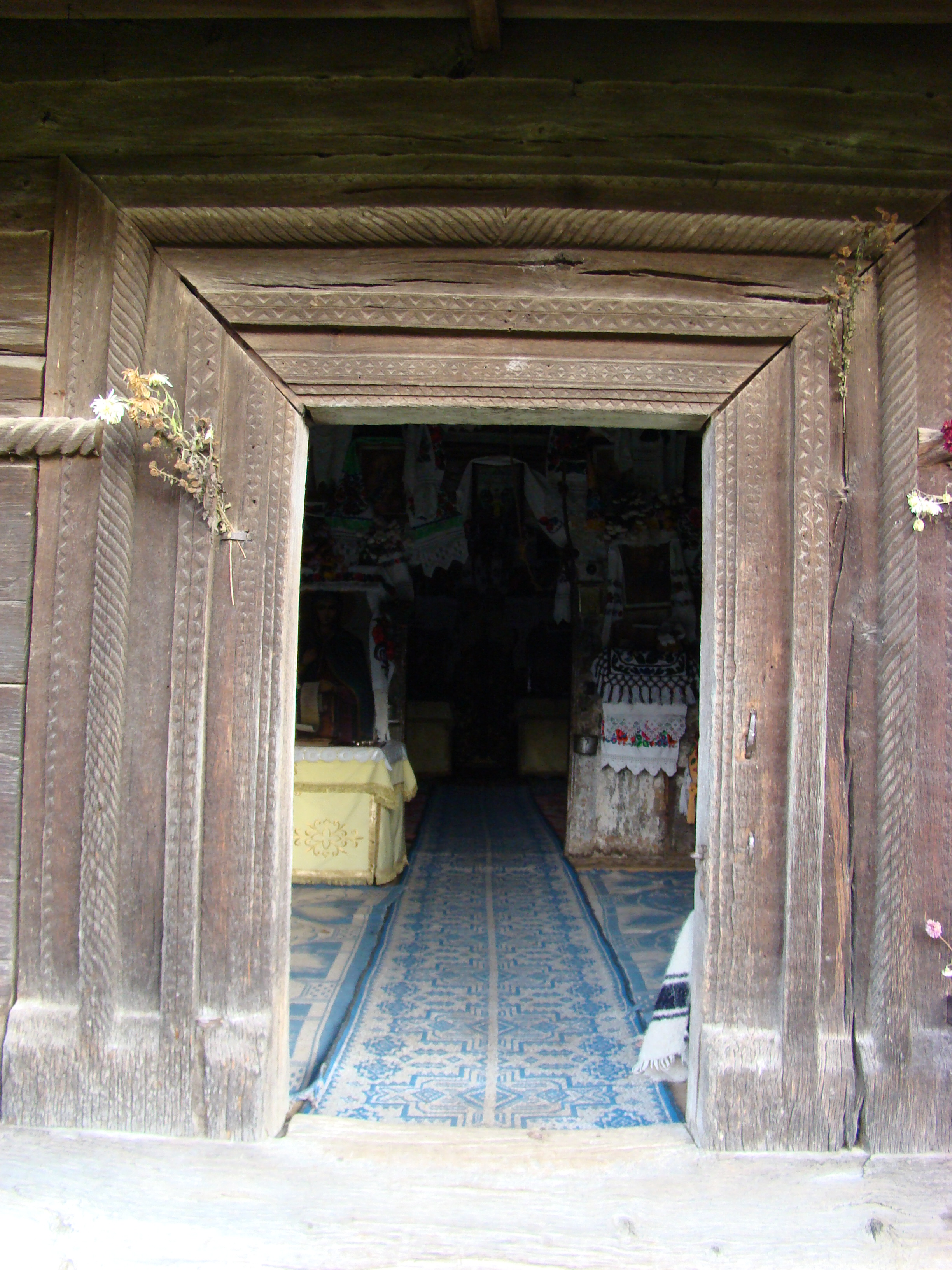